# Represión franquista

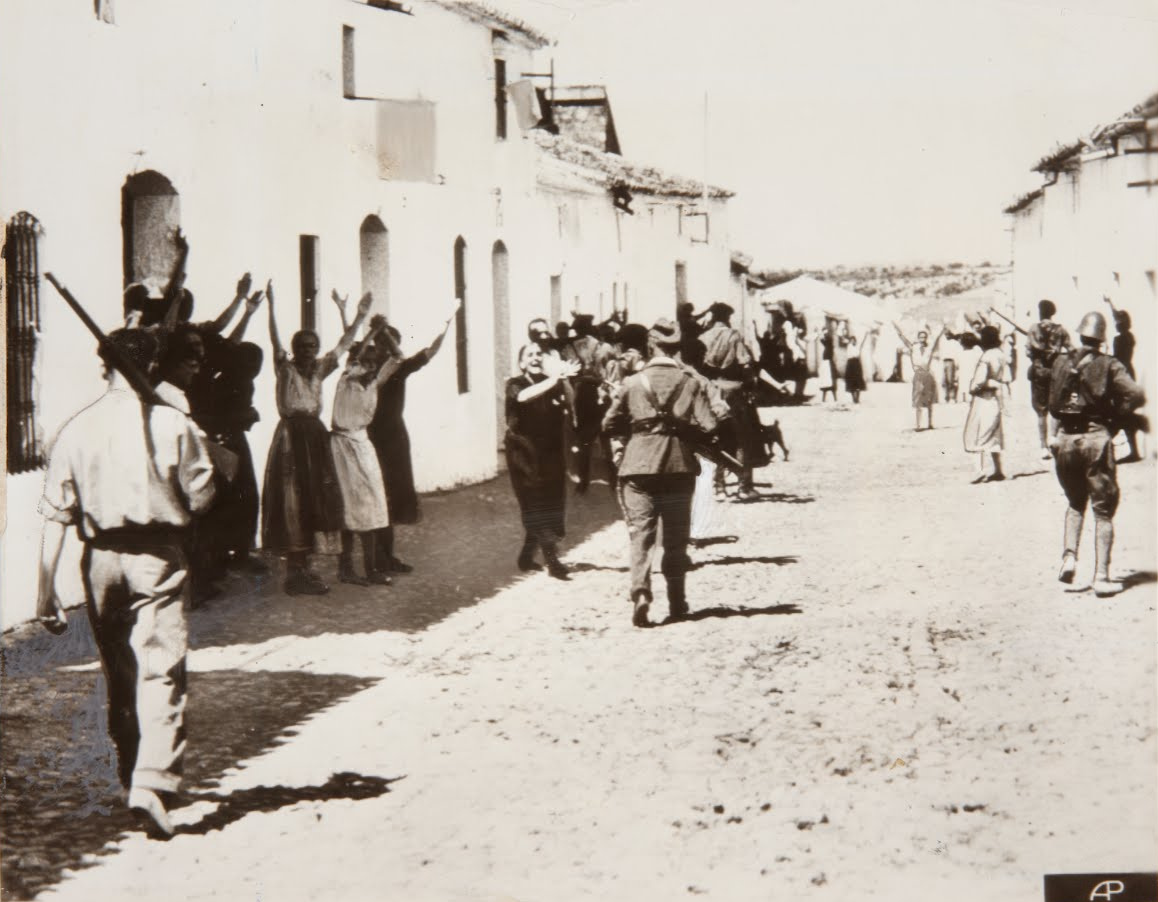
Mujeres suplicando a los soldados rebeldes por la vida de sus familiares prisioneros. Constantina (Sevilla), verano de 1936.

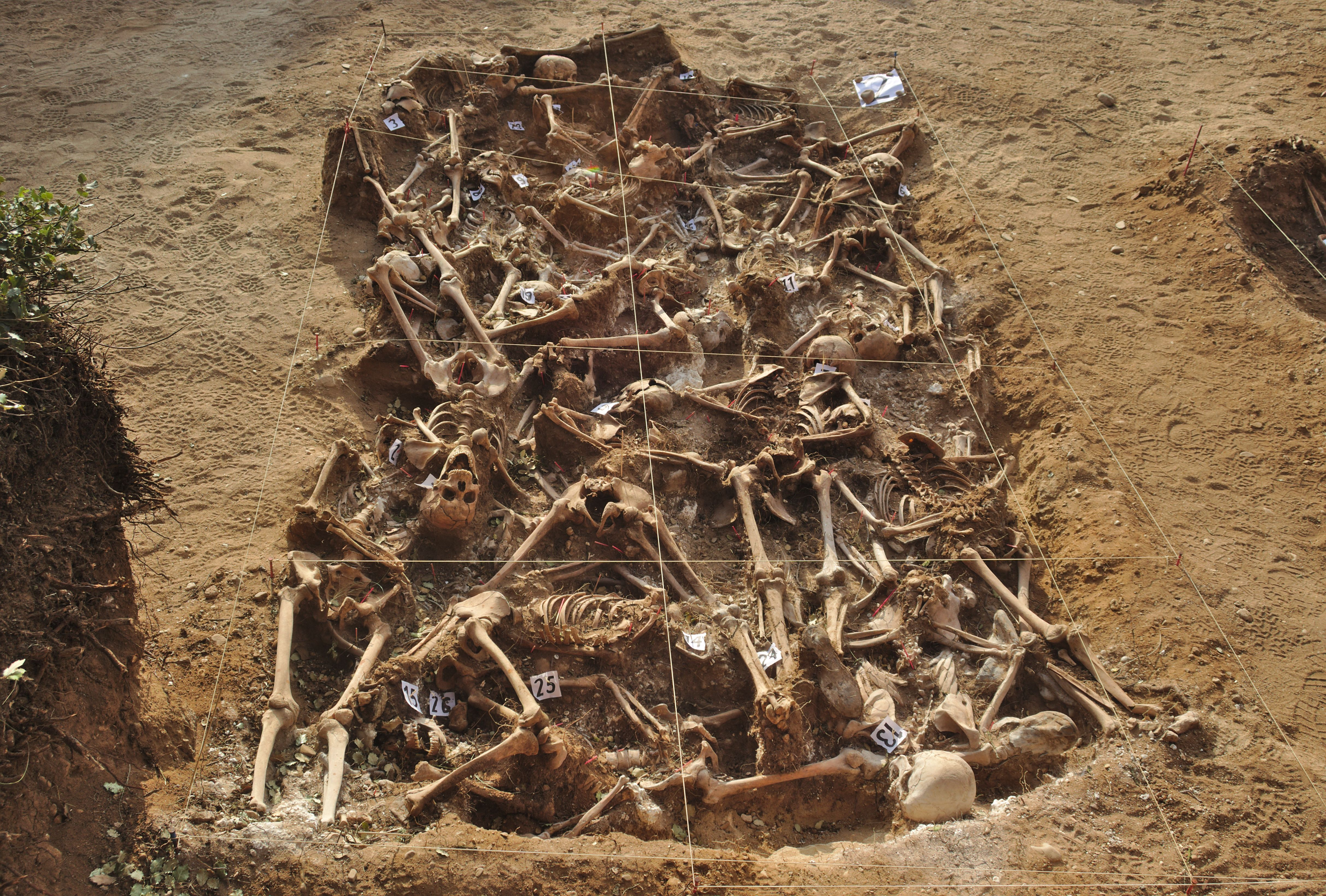
Fosa común en Estépar, provincia de Burgos, con 26 víctimas del bando republicano. La excavación tuvo lugar en los meses de julio y agosto del 2014.

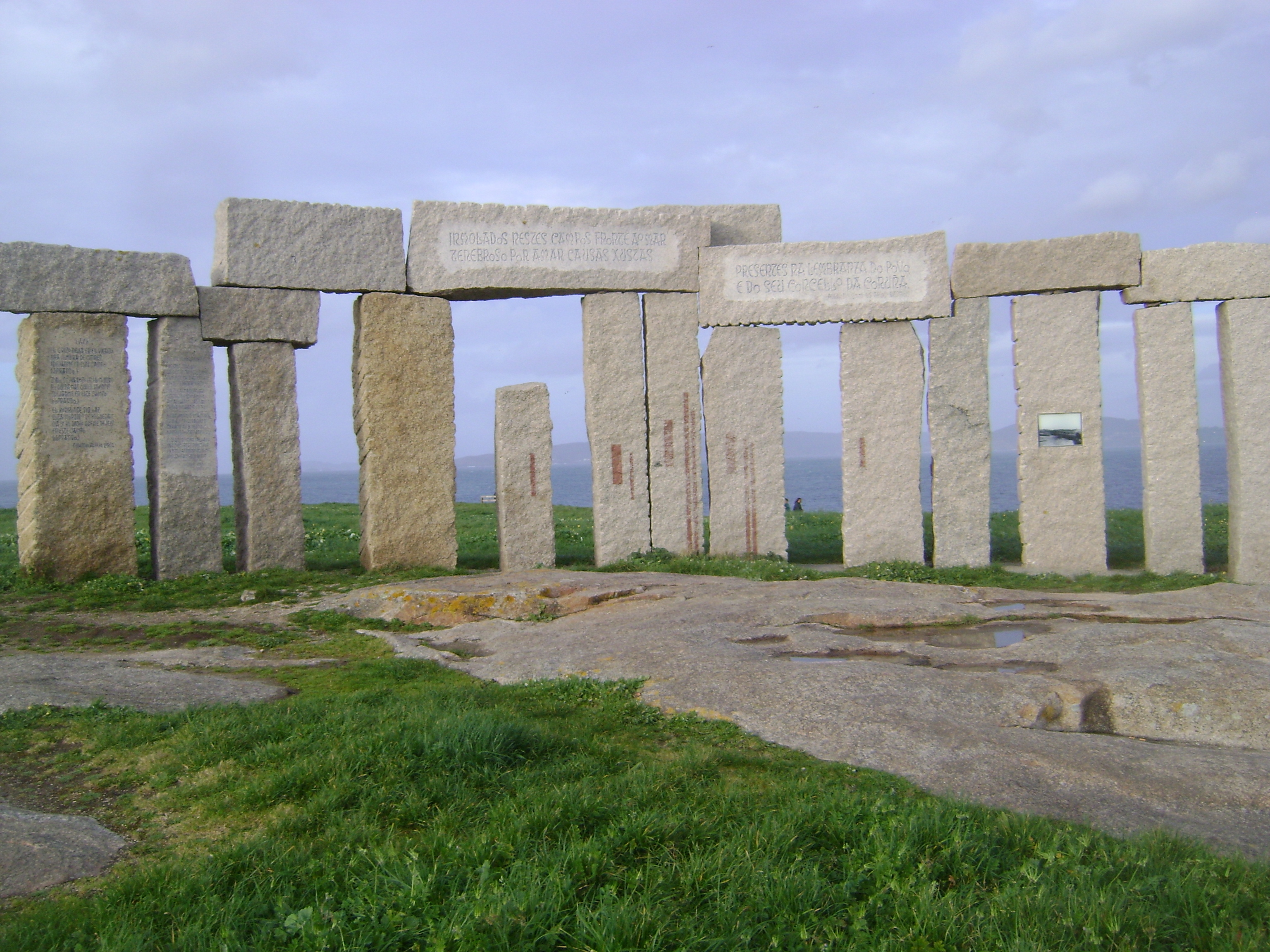
Monumento a las víctimas de la represión franquista en La Coruña.

La represión franquista se refiere al largo proceso de violencia física, económica, política y cultural que sufrieron durante la guerra civil española los partidarios del bando republicano en la zona sublevada, y durante la posguerra y el régimen de Franco los perdedores de la Guerra Civil —los republicanos—, quienes les apoyaban o podían apoyarles, los que eran denunciados como antifranquistas, así como posteriormente los miembros de organizaciones políticas, sindicales y en general quienes no estaban de acuerdo con la existencia de la dictadura franquista, manifestaban su oposición a la misma y quienes constituían o podían constituir un peligro para el régimen.
En la historiografía no española, la represión franquista se suele denominar terror blanco (white terror en inglés, terreur blanche en francés).
El periodo álgido de represión y violación de los derechos humanos (que corresponde al llamado "terror blanco") empezó con el golpe de Estado de julio de 1936 y se considera que terminó en 1945, cuando la Segunda Guerra Mundial puso fin a las dictaduras de Hitler y Mussolini, principales apoyos del régimen franquista. Pero la represión continuó durante toda la dictadura hasta el fallecimiento de Francisco Franco en noviembre de 1975.

En una guerra civil, es preferible una ocupación sistemática de territorio, acompañada por una limpieza necesaria, a una rápida derrota de los ejércitos enemigos que deje al país infestado de adversarios.
Francisco Franco

Según el historiador Javier Rodrigo «la violencia fue un elemento no ya central, sino hasta consustancial a la dictadura de Franco... Una dictadura que echó las bases de su omnímodo poder sobre unos cimientos regados de sangre y oprobio, humillación y exclusión. Franco fue el dictador que, en tiempos de paz, necesitó de más muertos para mantenerse en el poder.[...] Hoy es ya imposible pensar en ella sin situar en el primer plano del análisis sus 30 000 desaparecidos entre los —se estima— 150 000 muertos por causas políticas, el millón de internos en campos de concentración, los miles de prisioneros de guerra y presos políticos empleados como mano de obra forzosa para trabajos de reconstrucción y obras públicas, las decenas de miles de personas empujadas al exilio, la absurda y desbordada constelación carcelaria de la posguerra española —con un mínimo de 300 000 internos— o la vergonzante represión de género desarrollada por la dictadura que, más allá de la reclusión de la mujer en el espacio privado, llegó a extremos de crueldad como el rapto, el robo de niñas y niños en las cárceles femeninas».
Ismael Saz también considera la represión como «un elemento central de la dictadura». «La violencia represiva debía ser ejemplarizante y aleccionadora. El terror debía quedar inoculado hasta acarrear efectos paralizantes para el presente y para el futuro. El silencio, el olvido de su propio pasado y el alejamiento, incluso mínimo, de toda preocupación política por parte de las masas de los vencidos, era el objetivo último de esta política represiva estructural».

## Historia

Bandera de España durante la dictadura franquista.

Desde su inicio la dictadura franquista estuvo «marcada por el signo de la violencia represiva». A lo largo de su existencia llevó a cabo una «masiva represión política» para mantener y consolidar la dictadura y para, durante sus dos primeras décadas «erradicar todo lo que la sociedad liberal del medio siglo de restauración y todo lo que la sociedad democrática de cinco años de República había, mal que bien, visto surgir. Allí donde se habían producido las mayores novedades, entre la clase media y la clase obrera cayó un terror sistemático, administrado sin tasa por consejos de guerra hasta bien entrados los años cincuenta».
La represión no sólo pretendía castigar a los presuntos culpables, sino también aterrorizar a la población. Según Borja de Riquer, «nunca en la historia contemporánea española un conflicto civil había sido seguido de una venganza tan amplia, violenta y prolongada. […] No hubo interés por integrar políticamente a los vencidos, ni por buscar una reconciliación, sólo se les quería destruir o someter». Una valoración compartida por Michael Richards: «La España franquista se caracterizaría, sobre todo, por la negativa a considerar cualquier clase de reconciliación. La sociedad se dividiría entre "España" y "anti-España". Este es el fundamento de la represión masiva de la posguerra».
Según Ismael Saz, la política hacia los vencidos se debió a que, a diferencia de los fascismos, el franquismo nunca se propuso la «materialización de una comunidad nacional armónica y entusiasta proyectada hacia el futuro. No se abría por tanto la posibilidad de integrar a los vencidos en un nuevo proyecto comunitario e integrador. Si a los antiguos dirigentes y responsables políticos de la España republicana les esperaba el paredón, la cárcel o el exilio, a los combatientes, militantes de base y simples simpatizantes, se les ofrecía en el peor de los casos la misma suerte y, en el mejor, el arrepentimiento, la resignación y el silencio». Este «espíritu vengativo de los vencedores es una de las cosas que ha quedado fijada más nítidamente en la memoria popular». Y en este sentido la represión «cosechó el mayor de los éxitos en el objetivo que perseguía: la represión tuvo efectos paralizantes y definitivos sobre la mayoría de la población». Un obrero valenciano afirmó muchos años después: «... porque este señor [Franco] si cuando terminó la guerra hubiera dado perdón a todos, hubiera hecho borrón y cuenta nueva tal vez se hubiera ganado al pueblo, pero así no».
Y cuando los rojos lograban salir vivos de la cárcel, de los campos de concentración y de los batallones de trabajo, la represión a menudo continuaba poniéndoles todo tipo de obstáculos para que pudieran rehacer sus vidas (impidiéndoles recuperar su puesto de trabajo, obligándoles a vivir en otro sitio, prohibiéndoles la asistencia a determinados locales o espectáculos, etc.). Una niña cuya familia se vio obligada a emigrar de Andalucía a Valencia recordó años después lo siguiente: «Y cuando ya... porque no tenían motivo, nada más que porque habían estado en el frente de la República, y nada más que por eso que los castigos que les daban. Y entonces mi padre fue cuando dijo... que mi madre fue la que le animó y le dijo: "vámonos de aquí que con los hijos, no tenemos porvenir aquí, y más como está la cosa", y entonces nos vinimos aquí a Valencia». El entonces número dos del régimen, Ramón Serrano Suñer, justificó así esta política en marzo de 1941: había un «enemigo irredimible, imperdonable y criminal» sobre el cual debía caer «la sentencia de irrevocable exclusión, sin la cual estaría en riesgo la propia existencia de la Patria». Por otro lado, ningún sector que apoyó al régimen franquista ni ningún líder alzó su voz para denunciar la represión. Tampoco la Iglesia católica que más bien la justificó y ayudó a que fuera aceptada por la población.
Borja de Riquer distingue varias etapas en la represión franquista después de la guerra: «hasta 1944 esta fue muy generalizada e intensa; posteriormente, la represión se hizo un poco más laxa, aunque persistieron coyunturas especialmente violentas, como la de los años 1947-1950, 1958-1963 y 1969-1975». Según este mismo historiador se puede afirmar que la represión franquista fue muy eficaz hasta al menos mediados de la década de 1960, «mientras las actividades de la oposición eran realizadas por núcleos clandestinos relativamente reducidos y sin capacidad de promover grandes movilizaciones de masas». Después, «las fuerzas de orden público tuvieron más dificultades para desmantelar los grupos cada vez más numerosos y activos de la oposición, pese a que lograron no pocos “éxitos” represivos». Según Julián Casanova, «la represión fue una útil inversión que Franco supo administrar hasta el final».
Uno de los elementos definitorios de la represión franquista fue el recurso constante e indiscriminado a la tortura  «que se llevó a extremos nunca conocidos en cuanto a extensión e intensidad» en la historia contemporánea de España ―«la tortura a manos de funcionarios del Estado fue una realidad incontestable, sistemática»―. Francisco Moreno Gómez ha llegado a afirmar que el franquismo creó un «estado general de tortura».
En cuanto a la efectividad de la represión, Borja de Riquer sostiene que no sólo logró «debilitar notablemente a la oposición política» ―«el régimen franquista realmente no llegó a verse amenazado por la disidencia y la subversión»― sino que también consiguió que «una buena parte de la población española llegase a tener miedo de hablar de política». «El gran éxito político del franquismo fue, en efecto, lograr la despolitización forzada de buena parte de la población española. Qué duda cabe de que ése fue uno de los factores que más contribuyeron a que la dictadura perdurase tantos años». José Luis Rodríguez Jiménez coincide con esta valoración: «la represión buscaba y consiguió la apatía política, cuando no el miedo, de la mayor parte de la población, circunstancia reforzada por el recuerdo de la guerra civil, muy presente en la sociedad española y alentado desde el sistema». Al régimen le bastaba con «la aceptación pasiva de los ciudadanos».
Un obrero jubilado valenciano recordando la posguerra le dijo al historiador que lo entrevistaba: «Pues mira: es que vivíamos asustados, asustados, asustados porque había una disciplina muy fuerte, muy fuerte... Vivías en un estado nervioso, sin poder relajarte, porque entre la guerra, la cosa de depuración que no sabías tú si...». Otro recordaba que por no pararse cuando yendo en bicicleta estaban bajando la bandera en un cuartel los soldados se lo llevaron al cuarto de guardia, junto con otros obreros que le acompañaban, y allí «nos arrearon dos hostias y nos dijeron: a la próxima cuando ustedes vean que van a bajar bandera, pararse y ponerse firmes».

### La represión en la zona sublevada de la guerra civil española (1936-1939)

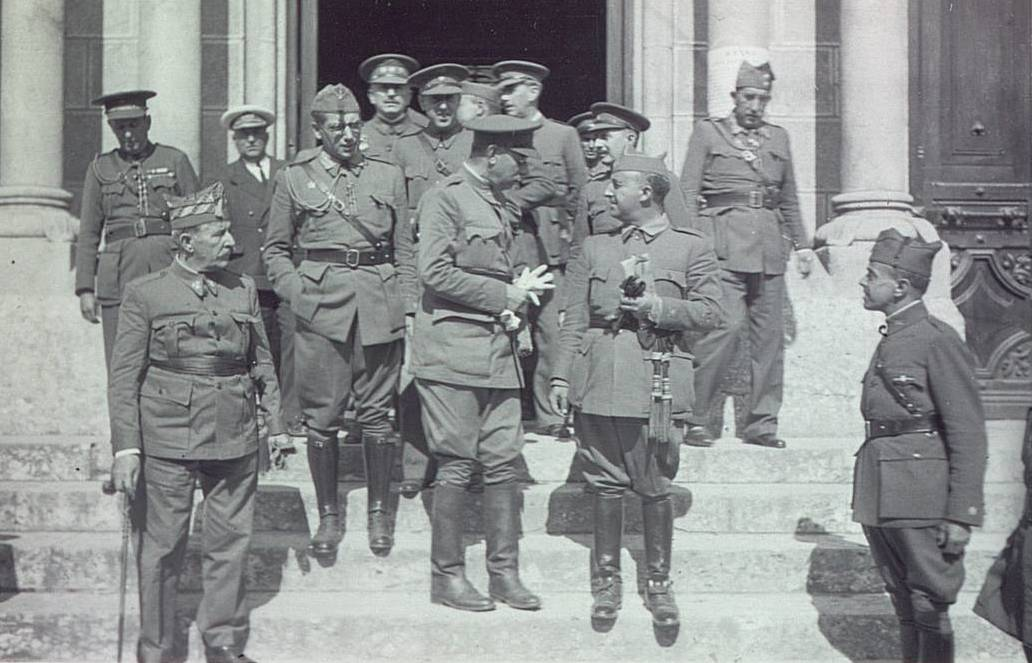
El general Franco junto con otros generales sublevados. Burgos, Palacio de Capitanía Militar, fecha desconocida.

La represión violenta y sistemática fue un componente esencial del golpe de Estado en España de julio de 1936 que dio origen a la guerra civil. En las ‘’instrucciones reservadas’’ que dio el general Mola durante la preparación del golpe ya se hacía hincapié en ello:

Se tendrá en cuenta que la acción ha de ser en extremo violenta para reducir lo antes posible al enemigo, que es fuerte y bien organizado. Desde luego serán encarcelados todos los directivos de los partidos políticos, sociedades o sindicatos no afectos al Movimiento, aplicándoles castigos ejemplares a dichos individuos para estrangular los movimientos de rebeldía o huelgas.

El objetivo de la violencia represiva era doble: por un lado eliminar a los que se opusieran al «Alzamiento», y por otro sembrar el miedo y el terror entre la población para atajar cualquier intento de resistencia real o potencial. En los bandos que proclamaron los generales insurrectos en los que declaraban el estado de guerra, supuesta base legal para el golpe y por el que asumían todos los poderes del Estado, aparecían estos objetivos, como el bando de guerra que proclamó el general Queipo de Llano en Sevilla el 23 de julio de 1936. En él se amenazaba con ser «pasadas por las armas inmediatamente [a] todas las personas que compongan la Directiva del gremio» que se pusiera en huelga «y además [a] un número igual de individuos de éste discrecionalmente escogidos». Añadiendo en el punto siguiente: «advierto y resuelvo que toda persona que resista las órdenes de la autoridad o desobedezca las prescripciones de los bandos publicados o que en lo sucesivo se publiquen, será también fusilada sin formación de causa». Un decreto de 28 de julio de la Junta de Defensa Nacional extendió el estado de guerra a toda España ―estaría vigente hasta 1948― y en él se establecía que incurriría en el delito de rebelión militar todo aquel que defendiera, activa o pasivamente, el orden constitucional republicano.

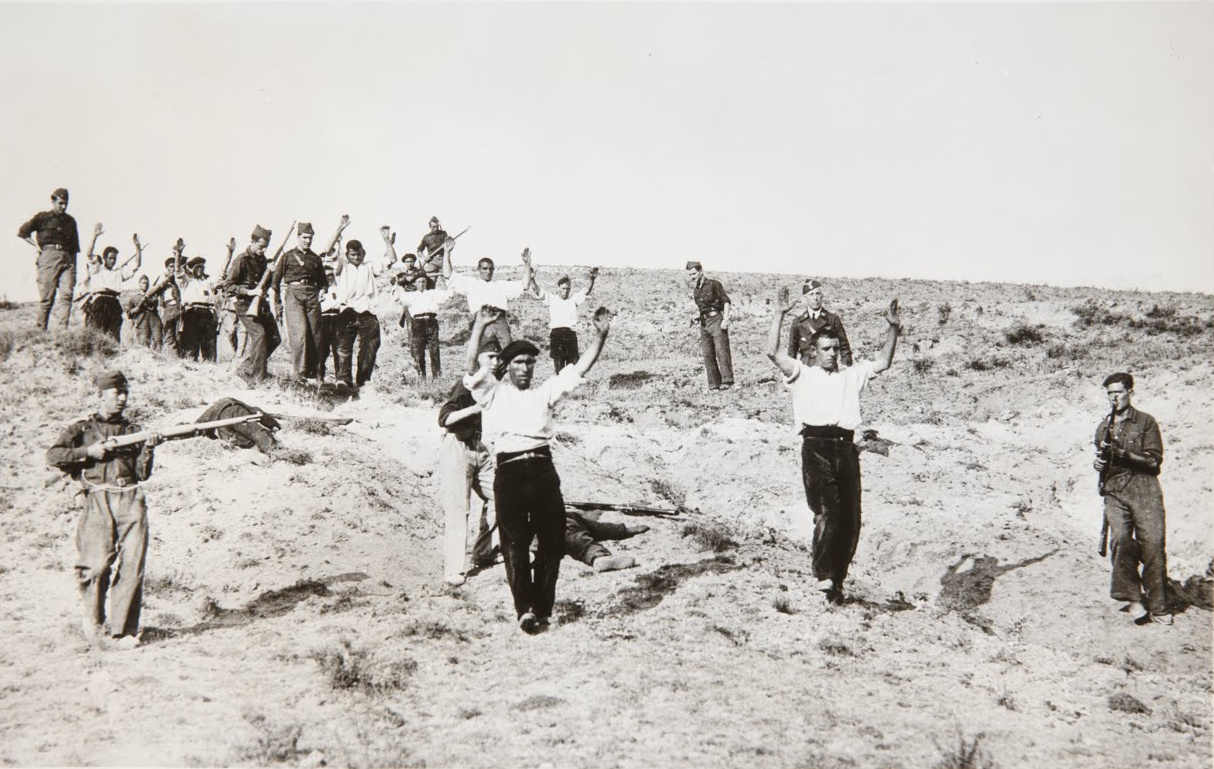
Milicianos republicanos caídos prisioneros de los sublevados durante la batalla de Guadarrama.

Cuando el golpe de Estado derivó en una guerra civil el objetivo de los sublevados en los territorios que habían caído en sus manos en el primer momento y en los que fueron ocupando fue acabar con cualquier vestigio de república. Así lo justificó el propio general Franco en febrero de 1937, cinco meses después de haberse convertido en el ‘’Caudillo’’ de la zona sublevada: «En una guerra civil, es preferible una ocupación sistemática de territorio, acompañada de una limpieza necesaria, a una rápida derrota de los ejércitos enemigos que deje el país infestado de adversarios». Un mes más tarde volvería a insistir en la necesidad de la «redención moral de las zonas ocupadas»:

Debemos realizar la tarea, necesariamente lenta, de redención y pacificación, sin la cual la ocupación militar sería totalmente inútil. La redención moral de las zonas ocupadas será larga y difícil, porque en España las raíces del anarquismo son antiguas y profundas. […] Ocuparé España ciudad a ciudad, pueblo a pueblo, ferrocarril a ferrocarril… nada me hará abandonar este programa gradual. Me dará menos gloria, pero mayor paz en el territorio. […] La conquista del territorio es el medio, la redención de los habitantes el fin.

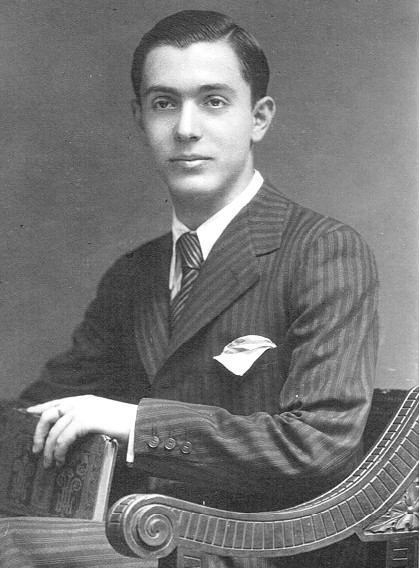
Francisco Pérez Carballo, gobernador civil de La Coruña en 1936, fue fusilado junto con los dos oficiales que resistieron con a él la toma del edificio del gobierno civil por los sublevados.

La «limpieza» de la retaguardia sublevada se llevó a cabo de forma sistemática, consciente y meditada ―«no era el resultado de un mero estallido espontáneo de violencia irracional y pasional como consecuencia de las hostilidades»―. Desde el principio tuvo un carácter selectivo: fue dirigida inicialmente contra los militares que no se sumaron a la rebelión, contra las autoridades políticas ―gobernadores civiles, alcaldes, concejales, presidentes de las diputaciones, etc.―, contra los dirigentes de los partidos políticos republicanos y de izquierdas ―especialmente si eran diputados a Cortes por el Frente Popular (40 fueron asesinados) o eran masones― y contra los líderes de las organizaciones obreras ―también personas destacadas de izquierdas como el poeta Federico García Lorca, cuyo certificado de defunción recurría a un eufemismo como le ocurrirá a miles de víctimas asesinadas: «a consecuencia de heridas producidas por hechos de guerra»―.
Casi todos ellos fueron fusilados sin juicio previo o «paseados» en las primeras semanas de la guerra o más tarde conforme los rebeldes fueron ocupando territorios que tras el golpe habían quedado bajo el control de la República ―«no eran asesinados para dar un escarmiento ejemplar, para que se enteraran sus seguidores, como a veces se dice, sino para arrebatarles el poder, para echar abajo el modelo de sociedad y el sistema de libertades que defendían»―. Sus cuerpos quedaron abandonados en las cunetas o junto a las tapias de los cementerios. Por ejemplo, en Galicia fueron fusilados o «paseados» sus cuatro gobernadores civiles ―el de La Coruña, Francisco Pérez Carballo, fue fusilado junto con los dos oficiales que resistieron junto a él en el edificio del gobierno civil; la esposa de Pérez Carballo, Juana Capdevielle, que había abortado tras conocer que su marido había sido ejecutado, fue violada y asesinada por una escuadra falangista, dejando su cuerpo abandonado en el campo―. En ocasiones si no conseguían apresar a la persona que buscaban, asesinaban a su familia, como les sucedió al padre, a tres hermanos y a un tío del gobernador civil de Cáceres que fueron «paseados» ―el resto de la familia fue encarcelada y el negocio del padre saqueado―.
Tras los dirigentes la violencia en la retaguardia sublevada se cebó con los militantes o con los simples simpatizantes de los partidos del Frente Popular y de las organizaciones obreras ―que «cayeron como moscas»―, así como con determinados colectivos especialmente odiados por los conservadores, los católicos y los falangistas como los maestros ―varios cientos de estos últimos fueron asesinados en las primeras semanas sin pasar por ningún tribunal―. También fueron objeto de la violencia personas que simplemente habían sido denunciadas por sus vecinos como elemento «significado y contrario al Movimiento Nacional». Los cuerpos aparecían al amanecer en las cunetas, en los descampados o junto a las tapias de los cementerios. Los verdugos fueron militares, falangistas, requetés y «gente de orden» que ajustaban cuentas y liquidaban viejas disputas; que ejercían lo que Julián Casanova ha denominado «represión de clase», especialmente evidente en el mundo rural. De ahí que la víctima principal de la represión fuera la clase obrera y campesina.

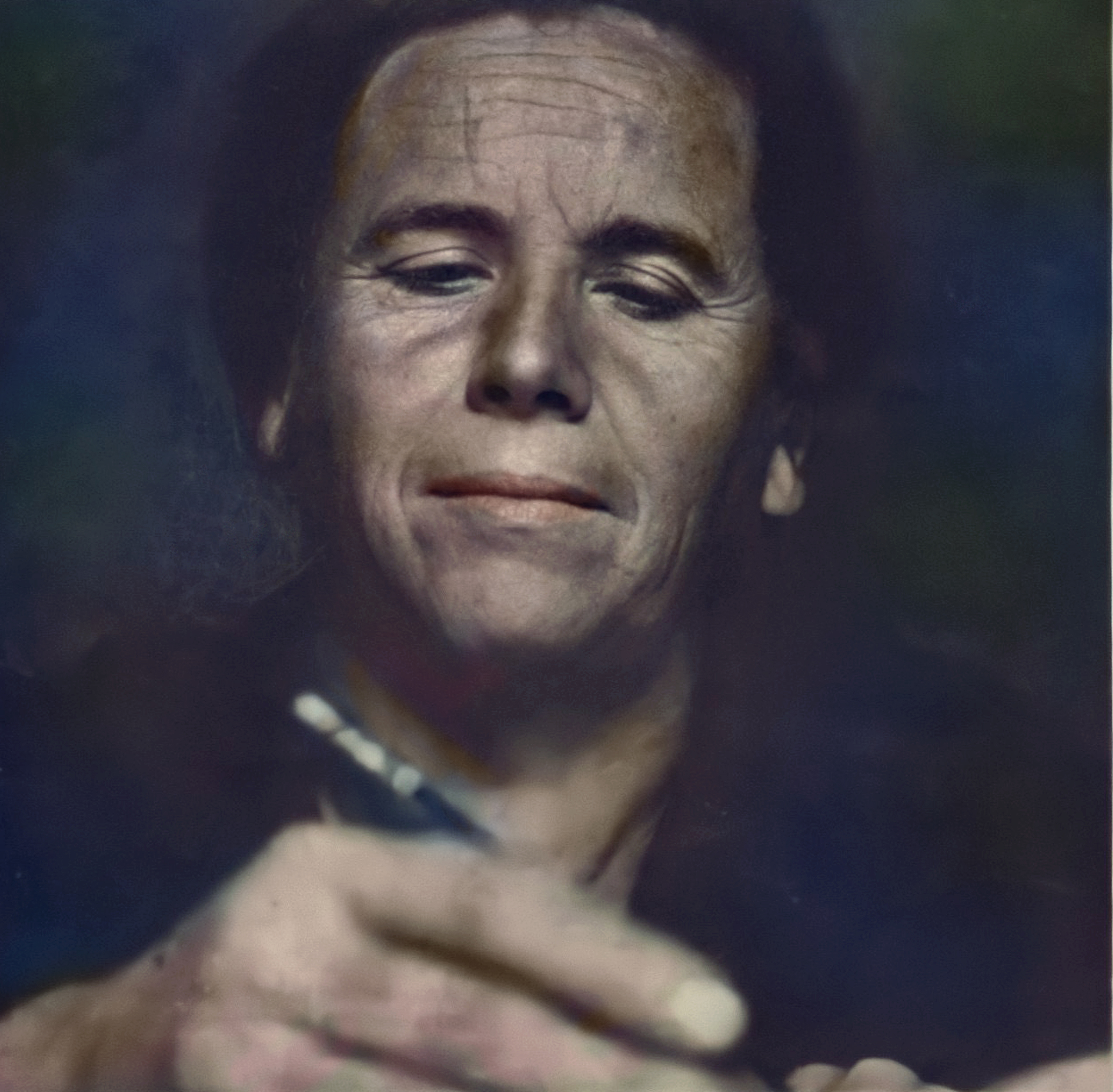
María Domínguez, primera alcaldesa en la historia de España, fue detenida y «paseada» en Fuendejalón (provincia de Zaragoza) a principios de noviembre de 1936.

Las mujeres por su parte sufrieron formas específicas de represión, que incluyeron los malos tratos y la tortura, como la mutilación del clítoris o la violación, y la humillación, como las rapaduras de pelo o la ingestión de aceite de ricino. A los miles de mujeres que perdieron un padre o un marido víctimas de la represión también se les prohibió manifestar su dolor a través del luto. Otras muchas fueron asesinadas, algunas de ellas por no seguir el rol tradicional que se les había asignado, como la socialista María Domínguez, primera alcaldesa en la historia de España, que fue detenida y «paseada» unos días después de haber hecho lo mismo con su marido, también socialista; o por ser la pareja de un «rojo» muy conocido, como Amparo Barayón, esposa del escritor Ramón J. Sender y a quien antes de la «saca» le arrebataron a su hija de pocos meses porque «los rojos no tienen derecho a criar hijos», según le dijo su carcelero.
Las torturas, los malos tratos y las humillaciones que padecieron los detenidos, incluso ante la presencia del juez militar ―cuando no eran asesinados sin más dilación― también se produjeron en las prisiones, en los centros de retención provisionales y en los campos de concentración donde los internos ―muchos de ellos sin haber sido acusados formalmente de ningún delito― soportaron unas condiciones de vida deplorables marcadas por «la carestía, la enfermedad, el hacinamiento y la corrupción». Además eran objeto de brutales castigos y los calificados como «desafectos» fueron obligados a realizar trabajos forzados en batallones formados al efecto.

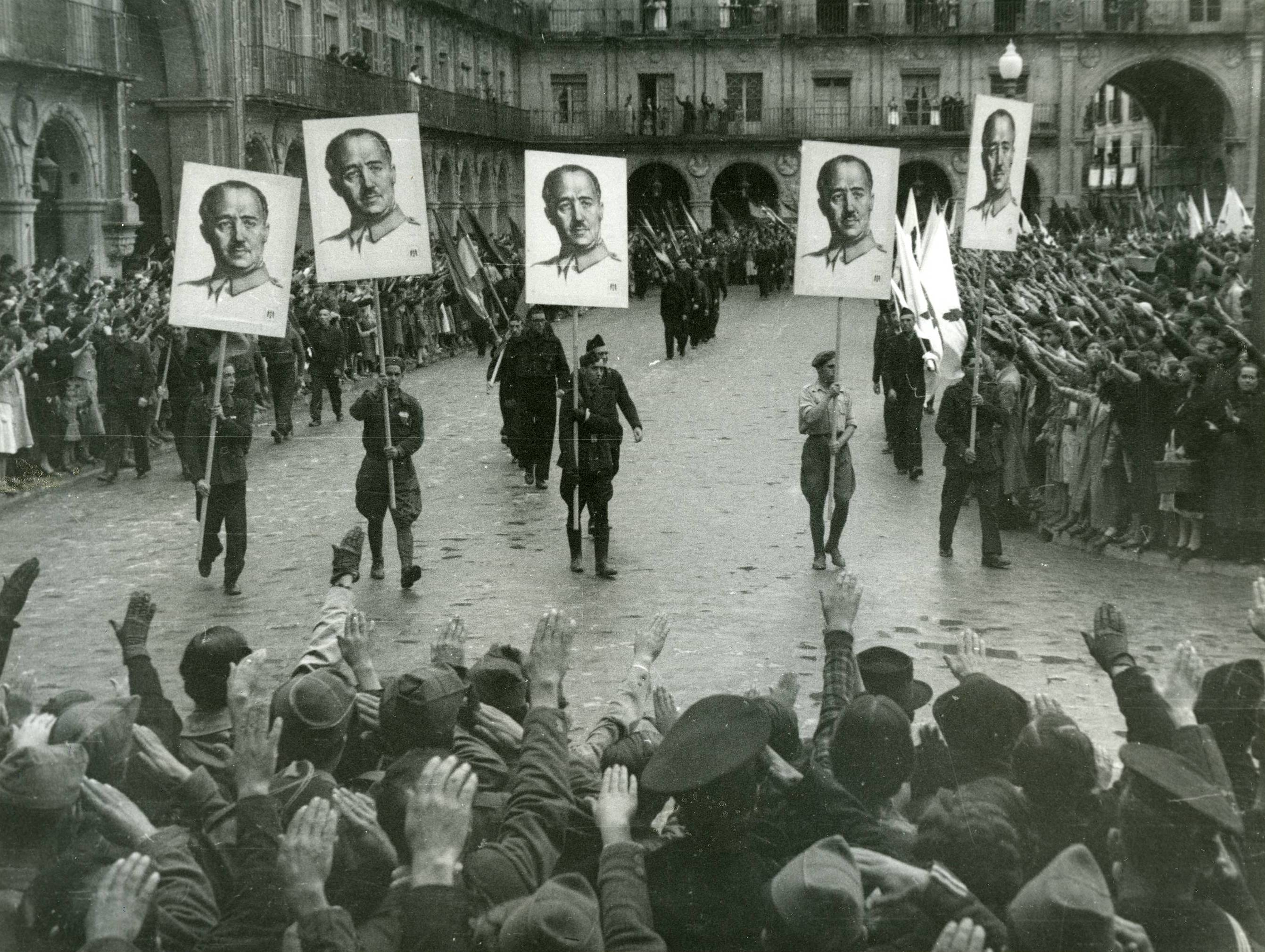
Manifestación de apoyo al Generalísimo Franco en la Plaza Mayor de Salamanca con motivo de la toma de Gijón (octubre de 1937).

El resultado de la represión franquista fue la eliminación física de más de cien mil personas ―unas 130 000 según el último estudio sobre el tema― vinculadas a los partidos y organizaciones republicanas y de izquierdas, bien de forma extrajudicial mediante los paseos y las sacas ―que predominaron durante los primeros meses de la guerra―, o bien mediante consejos de guerra sumarísimos llevados a cabo por los tribunales militares sin ninguna garantía procesal para los acusados. La brutal represión provocó que algunas personas que inicialmente habían apoyado la sublevación renegaran de ella, como le pasó al escritor y rector de la Universidad de Salamanca Miguel de Unamuno, que denunció la violencia de la «guerra incivil» y que dirigiéndose a los «nacionales» les dijo: «Vencer no es convencer…».
El principal responsable de la represión fue el ejército, aunque los ejecutores del terror en ocasiones y sobre todo al principio, fueran grupos de falangistas, de requetés, o de voluntarios derechistas. «Sus jefes y oficiales nunca pusieron freno a una represión que siempre controlaron, pese a la apariencia de “descontrol” que rodeó a muchas “sacas” y “paseos”».
Por otro lado, la Iglesia católica no solo no alzó su voz contra la represión sino que la justificó al considerar que lo que se estaba viviendo en España no era una guerra civil sino una «cruzada por la religión, por la patria y por la civilización». Así lo afirma Julián Casanova: «la complicidad del clero con ese terror militar y fascista fue absoluta y no necesitó del anticlericalismo para  manifestarse. Desde Gomá al cura que vivía en Zaragoza, Salamanca o Granada, todos conocían la masacre, oían los disparos, veían cómo se llevaban a la gente, les llegaban familiares de los presos o desaparecidos, desesperados, pidiendo ayuda y clemencia. Y salvo raras excepciones, lo menos dañino que hicieron fue asistir espiritualmente a los reos de muerte. La actitud más frecuente fue el silencio, voluntario o impuesto por los superiores, cuando no la acusación o la delación». Casanova cita la justificación que dio de la violencia de los militares el arzobispo de Zaragoza Rigoberto Doménech Valls el 11 de agosto de 1936: «no se hace en servicio de la anarquía, sino lícitamente en beneficio del orden, la Patria y la Religión».
Según el historiador Enrique Moradiellos «ese inmenso “pacto de sangre” sellado por la represión en retaguardia tuvo el efecto político de garantizar para siempre la lealtad ciega de los vencedores hacia Franco por temor al regreso vengativo de los vencidos. Esa misma sangría también representó una utilísima “inversión” política respecto a los derrotados: los que no habían muerto quedaron mudos de terror y paralizados por el miedo durante mucho tiempo».

#### El rapado de las mujeres
El rapado de las cabezas fue una forma de represión dirigida específicamente a las mujeres en la guerra civil española, cuando un territorio pasaba al bando nacional, tras el golpe de Estado de 1936 efectuado contra el Gobierno de la Segunda República Española, y la inmediata posguerra. Era algo específico dentro de la represión general y sistemática dirigida contra la población civil considerada desafecta a los sublevados.

### Primer franquismo (1939-1959)

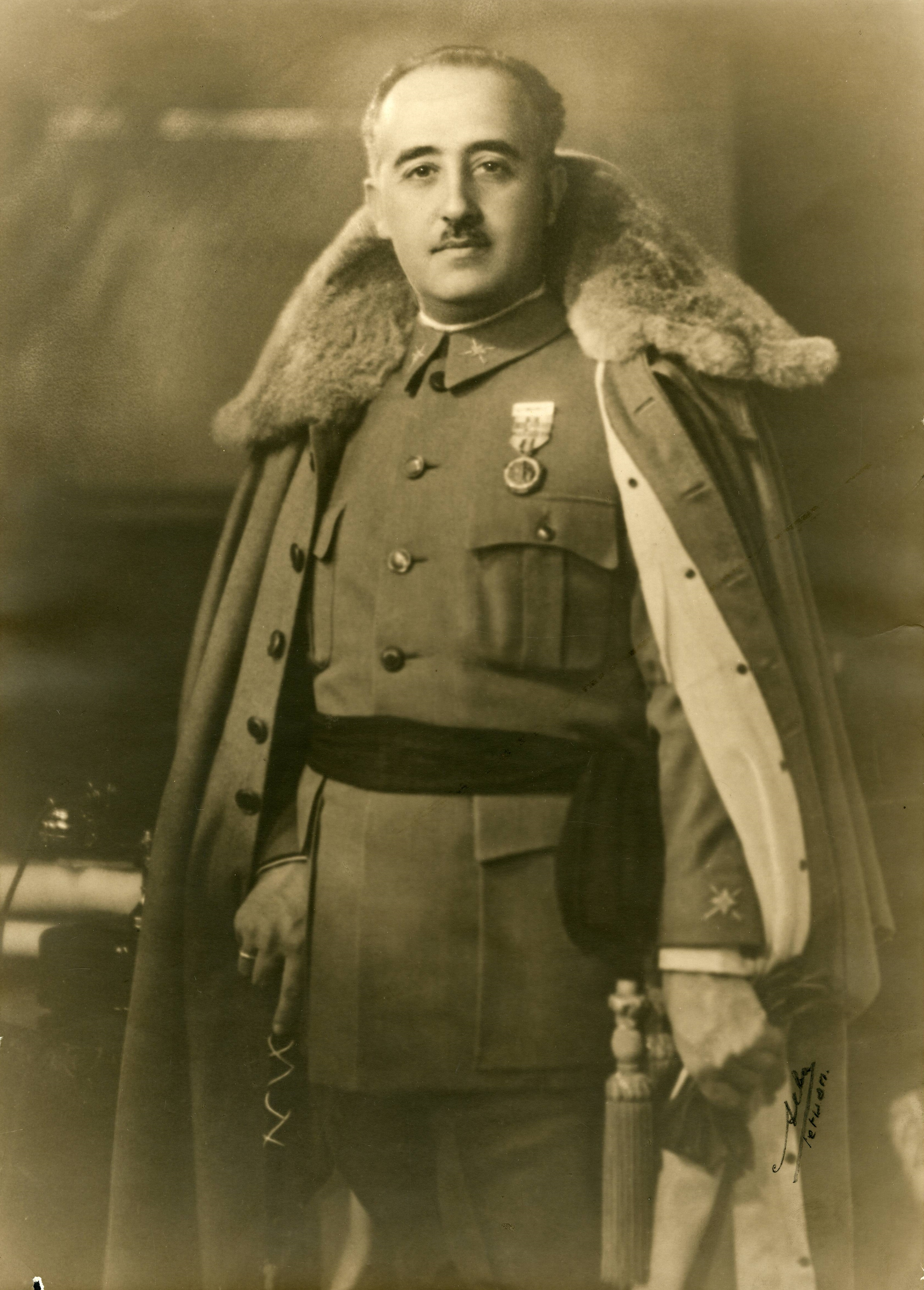
Retrato oficial del Generalísimo Franco.

La represión a partir del 1 de abril de 1939, fecha oficial del final de la guerra civil española, fue planificada fríamente recurriendo a diversos instrumentos políticos, judiciales y administrativos. «Fue, de hecho, la continuación de la guerra civil por otros procedimientos», según el historiador Borja de Riquer. Una valoración que comparte Paul Preston: «La guerra contra la República iba a prolongarse por otros medios; no en los frentes de batalla, sino en los tribunales militares, las cárceles, los campos de concentración, los batallones de trabajo, e incluso entre los exiliados». El propio Generalísimo Franco dejó muy claro desde el principio que no habría tregua ―«El espíritu judaico… que sabe tanto de pactos con la revolución antiespañola, no se extirpa en un día, y aletea en el fondo de muchas conciencias», dijo el 19 de mayo de 1939, el día del Desfile de la Victoria― y que tampoco habría amnistía ni reconciliación. Así lo expresó en su mensaje de Fin de Año de 1939:

Es preciso liquidar los odios y pasiones de nuestra pasada guerra, pero no al estilo liberal, con sus monstruosas y suicidas amnistías, que encierran más de estafa que de perdón, sino por la redención de la pena por el trabajo, con el arrepentimiento y con la penitencia; quien otra cosa piense, o peca de inconsciencia o de traición. Son tantos los daños ocasionados a la Patria, tan graves los estragos causados en la familias y en la moral, tantas las víctimas que demandan justicia, que ningún español honrado, ningún ser consciente puede apartarse de estos penosos deberes.

Como durante la guerra civil, la represión franquista no solo pretendía «castigar» a los presuntos culpables sino instaurar un clima de terror que paralizara a los posibles opositores al régimen, así como «erradicar por completo todo lo que los vencedores tenían como causa del desvío de la nación: según dijo el mismo Franco en alguna ocasión, había que enderezar la nación torcida».  Así pues, el objetivo fue erradicar «las diferentes tradiciones socialistas y anarquistas, liberales y demócratas, con sus líderes desde luego, pero también con sus domicilios, sus bibliotecas y centros de reunión, sus propiedades, sus obras culturales». Como reconoció el antiguo falangista Dionisio Ridruejo años después la represión fue en su conjunto una «operación perfecta de extirpación de las fuerzas políticas que habían sostenido la República». El resultado fue «una sociedad reprimida, recluida en un tiempo de silencio como todavía en los años cincuenta la veía Luis Martín Santos».
En un informe de agosto de 1944 sobre cómo actuar contra la «subversión» (el régimen entendía por tal «el más mínimo signo de oposición o disconformidad»), el principal y más fiel consejero de Franco, el almirante Carrero Blanco, le recomendaba al Caudillo predicar la «guerra santa de la intransigencia antiliberal y anticomunista» y ejercer una «durísima represión anticomunista, aislando a los comunistas peligrosos del resto de los españoles y haciendo que policía y Tribunales funcionen con máxima actividad, diligencia y celo». Un año antes, el católico Jesús Riaño, juez del Tribunal Especial para la Represión de la Masonería y el Comunismo, había sostenido que la represión «ha de ser dura, severísima, inexorable», considerando que la masonería y el comunismo buscan «socavar los cimientos de nuestra civilización cristiana con la subversión de sentimientos e ideas en lucha abierta del mal, casi desenmascarado, con todas las fuerzas del bien».
Un ejemplo de la dureza de la represión fue el artículo 2 de la Ley de Seguridad del Estado de 29 de marzo de 1941:

El que ejecutare actos directamente encaminados a sustituir por otro el Gobierno de la Nación, a cambiar ilegalmente la organización del Estado o a despojar en todo o en parte al Jefe del Estado de sus prerrogativas y facultades, será castigado con la pena de quince a treinta años de reclusión, si fuere promovedor o tuviere algún mando aunque fuere subalterno o estuviere constituido en autoridad, y con la de ocho a doce años de prisión en los demás casos. Cuando para la consecución de estos fines se empleare la lucha armada, la pena será de muerte para los promotores y jefes, así como para quienes cometieren actos de grave violencia, y la de reclusión de doce años y un día a treinta años para los meros participantes.

En los primeros años de la posguerra ―hasta 1944, año en que la represión remitió, aunque entre 1947 y 1950 recuperó la intensidad del periodo 1939-1944― la represión afectó a cientos de miles de vencidos que fueron detenidos y muchos de ellos encarcelados ―en 1940 según las cifras oficiales había 270 000 reclusos en las cárceles, de ellos 23 000 mujeres, y 92 000 internados en campos de concentración― o ejecutados ―unos 50 000―. Hay que recordar que el estado de guerra se mantuvo hasta el 7 de abril de 1948, nueve años después del final oficial de la guerra civil.
El principal instrumento de la represión fue el aparato judicial totalmente subordinado al gobierno ―una «justicia de excepción»―, especialmente gracias a la proliferación de las jurisdicciones especiales y al predominio de la justicia militar que fue la que aplicó las medidas represivas más duras, con lo que el Ejército se convirtió en «el principal brazo ejecutor de la política represiva». «La destrucción del contrario en la guerra dio paso a la centralización y el control de la violencia por parte de la autoridad militar, un terror institucionalizado y amparado por las leyes del nuevo estado», ha señalado Julián Casanova.
Las jurisdicciones especiales

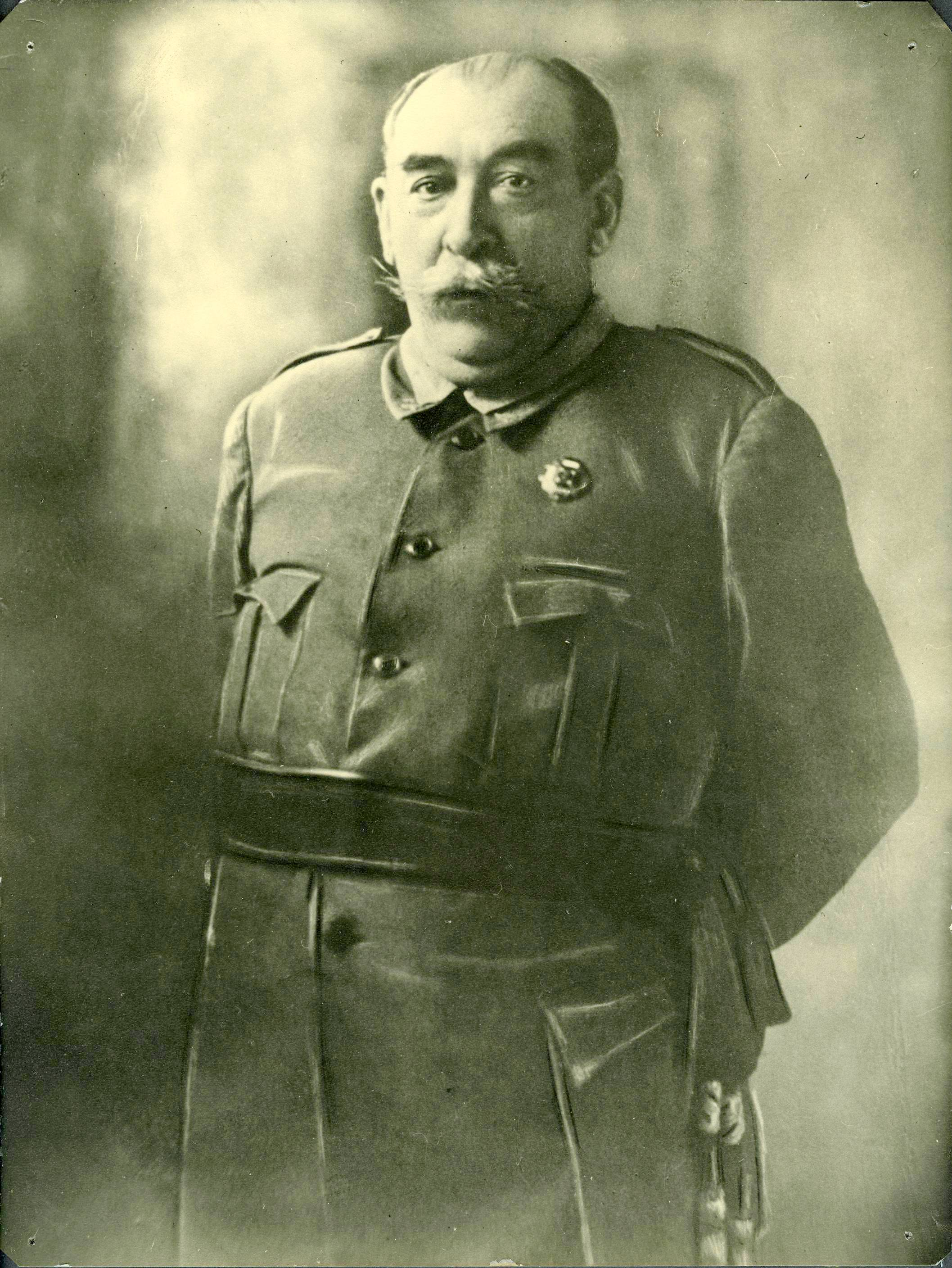
General Andrés Saliquet que presidió el Tribunal para la Represión de la Masonería y el Comunismo.

La primera jurisdicción especial ―«el primer asalto de la violencia vengadora sobre la que se asentó el franquismo»― se creó al final de la guerra civil ―nada más terminar la ofensiva de Cataluña―, con la promulgación el 9 de febrero de 1939 por el Generalísimo Franco de la Ley de Responsabilidades Políticas, una disposición que ha sido calificada de aberración jurídica pues castigaba conductas anteriores a su promulgación (del 1 de octubre de 1934 en adelante) y que en su momento no eran delito, violando así el principio de irretroactividad penal. Su finalidad era perseguir a los que «contribuyeron a crear o agravar la subversión de todo orden de que se hizo víctima a España» y a los que después del 18 de julio «se opusieran al Movimiento Nacional con actos concretos o con pasividad grave». Para ello la ley creó un Tribunal Nacional de Responsabilidades Políticas, compuesto por dos militares, dos miembros del partido único  FET y de las JONS y dos magistrados. A lo largo de su existencia ―la ley estuvo vigente hasta el 10 de noviembre de 1966― investigó a cerca de 400 000 personas, la mitad de las cuales fueron procesadas, en su mayoría entre la constitución del Tribunal y el 1 de octubre de 1941, periodo en el que fueron incoados 229 549 expedientes. Cerca de 200 000 personas fueron sancionadas (multas, incautaciones de propiedades, inhabilitaciones profesionales, destierros, etc.) y se aplicó especialmente contra destacados políticos republicanos exiliados (Juan Negrín, Álvaro de Albornoz, José Giral, Niceto Alcalá Zamora o Claudio Sánchez Albornoz, entre otros muchos) e incluso contra algunos que ya habían fallecido, como el presidente de la República Manuel Azaña o el expresidente de las Cortes republicanas Julián Besteiro. Fueron sancionados con la incautación de sus propiedades como «reparación moral a la Patria». La Ley de Responsabilidades Políticas continuó la represión económica que ya se había iniciado durante la guerra con la creación en enero de 1937 de las comisiones provinciales de incautación. Llegó a afectar a cerca del 10 % de los españoles, en su mayoría obreros y campesinos, pero también a clases medias republicanas. Significaba la «muerte civil» pues los afectados quedaban sumidos en la más absoluta miseria.
La segunda jurisdicción especial se promulgó un año después, concretamente el 1 de marzo de 1940. Fue la Ley para la Represión de la Masonería y el Comunismo que respondía a la obsesión del propio general Franco con la masonería a la que hacía responsable de los que consideraba los males del país desde el siglo XVIII. El Tribunal, con sede provisional en Salamanca pues allí se había reunido toda la documentación incautada a las logias masónicas, se constituyó el 2 de junio de 1940 bajo la presidencia del militar carlista Marcelino Ulibarri Eguilaz ―siendo uno de sus secretarios el capitán de navío Luis Carrero Blanco―. Un año después fue sustituido por el teniente general Andrés Saliquet. El tribunal abrió expediente a unas 80 000 personas ―cuando el número de masones en España no llegaba a los 5000―. Fueron  acusadas de «defender ideas contrarias a la religión, la patria y sus instituciones fundamentales» y llegó a afectar a algún miembro del régimen como al delegado nacional Sindicatos Gerardo Salvador Merino, cuando se descubrió su pasado masón.  Los primeros condenados fueron destacados políticos republicanos que se encontraban en el exilio, como el presidente del gobierno Juan Negrín o el presidente de las Cortes republicanas Diego Martínez Barrio.
La jurisdicción militar (los consejos de guerra)
La jurisdicción militar fue la que siguió ocupándose de los delitos de rebelión militar, entendidos en un sentido muy amplio pues se aplicaba también, por ejemplo, a las huelgas y a las manifestaciones. Su objetivo era juzgar a los militares y civiles que se habían mantenido fieles a la República a los que en cambio se les acusaba de haberse «rebelado», lo que el propio Ramón Serrano Suñer calificó de «justicia al revés». «Era una cruel paradoja que los militares sublevados el 18 de julio de 1936 acusasen y condenasen a los defensores del gobierno legítimo bajo la acusación de “rebeldía”». El socialista Ricardo Zabalza poco antes de ser fusilado el 24 de febrero de 1940 les escribió esto a sus padres:

Cuando leáis estas líneas ya no seré más que un recuerdo. Hombres que se dicen cristianos lo han querido así... Vosotros en vuestra sencillez religiosa no os explicaríais cómo un hombre que ningún crimen cometió y sobre el que no existe tampoco acusación de hecho vergonzoso alguno, pueda sufrir la muerte que le espera.

La jurisdicción militar fue reforzada en la segunda mitad de la década de 1940 para hacer frente al crecimiento de la guerrilla antifranquista. Para ello se promulgó una norma  específica: el Decreto Ley para la Represión del Bandidaje y el Terrorismo, de 18 de abril de 1947, que dio cobertura a la «guerra sucia» de la Guardia Civil y el Ejército y cuyo momento álgido es conocido como el «trienio del terror» (1947-1949). No sólo fueron torturados los guerrilleros apresados ―que en muchas ocasiones acabaron siendo fusilados sin juicio o aplicándoles la «ley de fugas»―, sino también sus familias y los presuntos «colaboradores» de las montañas y zonas rurales. El Decreto Ley establecía la pena de muerte para toda una serie de delitos políticos que serían juzgados en consejos de guerra sumarísimos. Unos 60 000 enlaces y «colaboradores» fueron encarcelados y, según las cifras oficiales, 2173 guerrilleros y 300 miembros de la Guardia Civil y del Ejército murieron en los enfrentamientos.
Con el fin de «reunir pruebas de los hechos delictivos cometidos en todo el territorio nacional durante la dominación roja» el general Franco por medio del ministro de Justicia Esteban Bilbao dio instrucciones al fiscal del Tribunal Supremo mediante un decreto del 26 de abril de 1940 para que iniciase la «Causa General de la Revolución Marxista». Lo que se pretendía era legitimar el gobierno de Franco y justificar el golpe de julio de 1936 criminalizando a la República y a los que la habían apoyado. En el decreto se decía que su fin era «investigar cuanto concierne al crimen, sus causas y efectos, procedimientos empleados en su ejecución, atribución de responsabilidades, identificación de las víctimas y concreción de los daños causados». Con la información recabada de muy diversas fuentes sin excesiva verificación, fundamentalmente delaciones ―en este sentido la Causa General fue «un sistema de denuncia legal, un instrumento estatal para estimular la delación»―, se elaboró un enorme dosier compuesto de miles de legajos que luego servirían para fundamentar las acusaciones en los consejos de guerra y en los tribunales especiales. Según Julián Casanova, la “Causa General” «consiguió varias metas. Aireó y marcó en la memoria de muchos ciudadanos las diferentes manifestaciones del “terror rojo” durante la guerra civil. Compensó a las familias de las víctimas de esa violencia, confirmando la división social entre vencedores y vencidos. Y sobre todo se convirtió en el instrumento de delación y persecución de ciudadanos que nada tenían que ver con los hechos».
Tanto en los juicios de los tribunales especiales como en los consejos de guerra los acusados carecían de las mínimas garantías procesales. En los consejos de guerra los miembros del tribunal, el fiscal y el abogado defensor eran militares y muy a menudo carecían de formación jurídica. Además, los consejos de guerra se celebraban de forma sumarísima y en unos pocos días se instruía la causa, se juzgaba al acusado, se le condenaba y se le ejecutaba ―aunque a veces pasaba lo contrario y el proceso se alargaba durante meses e incluso años―. Era muy frecuente que el acusado solo conociera los cargos que se le imputaban en el momento del juicio y que fuera juzgado junto con otras personas por delitos diferentes. Por otro lado durante el proceso no se solían verificar las denuncias, con lo que estas bastaban para condenar al reo ―de hecho muy pocos acusados fueron absueltos―. Las autoridades franquistas alentaron la presentación de denuncias. Por ejemplo, en el primer día de la ocupación de Valencia al término de la guerra se estableció un centro de recepción de denuncias ante el que se formaron largas colas de gente que respondía al aviso lanzado desde el gobierno militar: «Toda persona que conozca la comisión de un delito llevado a cabo durante la época de dominación roja, se halla obligada a denunciar el hecho… a fin de llevar a cabo en la debida forma el espíritu de justicia que anima a nuestro Caudillo». Como ha señalado Julián Casanova, «la denuncia se convirtió así en el primer eslabón de la justicia de Franco».
Así pues, los antecedentes políticos del acusado y la delación de alguna persona eran suficientes para condenarlo. Como ha señalado Julián Casanova, «los consejos de guerra, por los que pasaron decenas de miles de personas entre 1939 y 1945, eran meras farsas jurídicas, que nada tenían que probar, porque ya estaba demostrado de entrada que los acusados eran rojos y, por lo tanto culpables». Tampoco durante la detención gozaba el acusado de las garantías procesales: era objeto de torturas, vejaciones y malos tratos por parte de la policía, la Guardia Civil, los militares o las fuerzas parapoliciales de Falange.
Muchos de los juzgados en los consejos de guerra fueron condenados a muerte. Se calcula que se dictaron alrededor de 150 000 condenas a la pena capital, de las que se cumplieron un tercio por lo que el resultado fue que en la posguerra fueron ejecutadas unas 50 000 personas ―entre los más relevantes Lluís Companys, Julián Zugazagoitia y Joan Peiró, entregados a Franco por la Gestapo en 1940― y de ellas más de un centenar eran mujeres. A la cifra de 50 000 habría que sumarle los miles de fallecidos en las prisiones y en los campos de concentración ―¿unos 15 000?― debido a las pésimas condiciones de vida, la falta de cuidados médicos y los malos tratos y las torturas ―son conocidos los casos de Miguel Hernández y de Julián Besteiro―. Desde el punto de vista de su extracción social la mayoría de los muertos fueron campesinos y obreros industriales, todos ellos vinculados a las organizaciones políticas y sindicales de izquierda. Por otro lado eran tantas las noticias que aparecían diariamente en los periódicos sobre detenciones, consejos de guerra y, en menor medida, ejecuciones, que la Delegación Nacional de Prensa ordenó a los directores que no publicaran «noticias sobre actuaciones judiciales para evitar que todos los días aparezcan demasiadas del mismo tipo».
Los campos de concentración

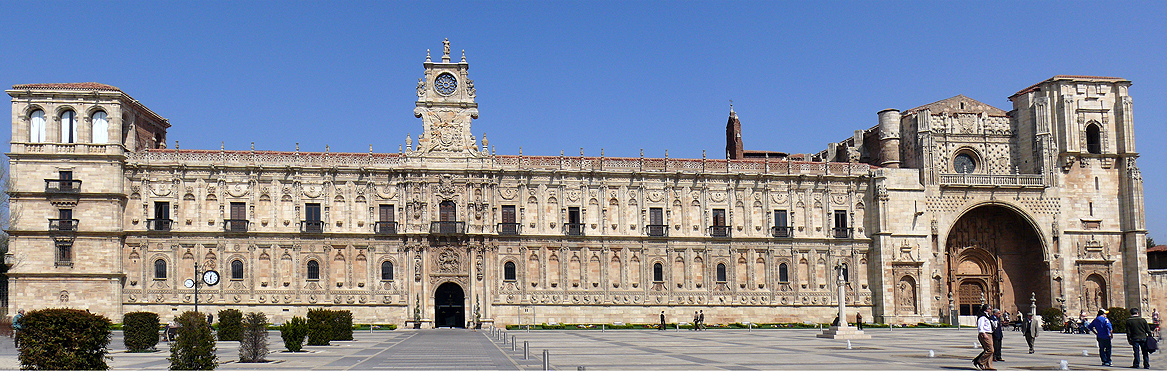
Fachada principal del Hostal de San Marcos de León, habilitado como campo de concentración.

Los soldados capturados fueron internados en   campos de concentración. Según las cifras proporcionadas por la Inspección de Campos de Concentración de Prisioneros dos semanas antes de finalizar la guerra había en los más de cien campos de prisioneros existentes entonces 177 905 soldados enemigos prisioneros pendientes de clasificación procesal ―la Inspección informaba también de que hasta entonces habían pasado por los campos 431 251 personas―. Cuando acabó la guerra se sumaron las decenas de miles de soldados republicanos que fueron capturados en los frentes de Levante y del Centro y los cerca de cien mil que volvieron del exilio en Francia a lo largo de 1939 y 1940. Para albergar a los detenidos que ya no cabían en las cárceles hubo que habilitar campos-prisión, como el Hostal de San Marcos de León, la plaza de toros de Teruel o el sanatorio de Porta Coeli en Valencia.
Se llegaron a constituir hasta 194 campos pero a partir de 1941 se fueron cerrando hasta que se clausuró el último, el de Miranda de Ebro, en 1947. En los campos actuaron las Comisiones Clasificatorias para determinar el destino de los internados: los declarados «afectos» eran puestos en libertad; los «desafectos leves» y sin responsabilidades políticas eran enviados a los batallones de trabajadores; y los «desafectos graves» iban a prisión ―«donde hubieron de enfrentarse a miserables condiciones de vida, al hacinamiento, al hambre y las epidemias que asolaban a la población penitenciaria»― y estaban a disposición de la Auditoría de Guerra para ser procesados por un tribunal militar. Los clasificados como «delincuentes comunes» eran enviados también a la cárcel. Los campos de concentración no solo se utilizaron para clasificar a los prisioneros de guerra, sino también para reeducarlos y «doblegarlos».
Los Batallones de Trabajadores y el trabajo forzado

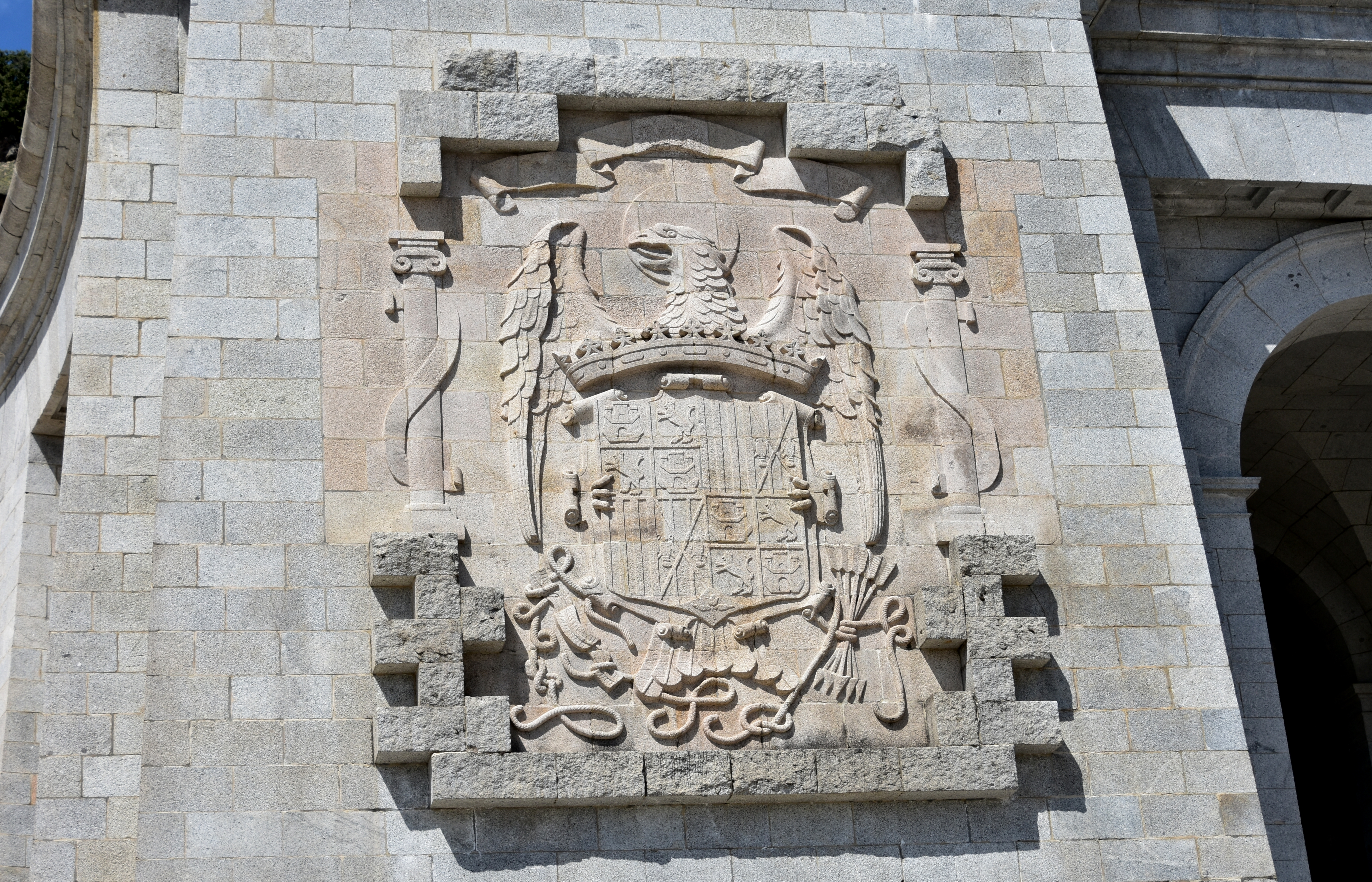
Escudo franquista en la entrada del Valle de los Caídos, en cuya construcción participaron miles de presos políticos republicanos.

Junto a los Batallones de Trabajadores, integrados por presos de los campos de concentración y de las cárceles ―en julio de 1939 había un total de 93 096 prisioneros encuadrados en 137 batallones de trabajo―, se crearon en mayo de 1940 los Batallones Disciplinarios de Soldados Trabajadores (BDST) integrados por los jóvenes que debían cumplir su servicio militar pero que eran clasificados como «desafectos», ya que se consideraba que era peligroso incorporarlos al Ejército. A mediados de 1942 existían ya 51 BDST integrados por 46 678 hombres. Tanto los Batallones de Trabajadores como los BDST ―que llegaron a sumar 217 batallones de trabajadores forzados más 87 batallones disciplinarios― se destinaron a la realización de obras públicas, a trabajar en las minas, a la reconstrucción de edificios e infraestructuras, o a obras nuevas como el faraónico Valle de los Caídos. En septiembre de 1939 también se creó el Servicio de Colonias Penitenciarias Militarizadas que se ocupó especialmente de obras hidráulicas, como el canal del Bajo Guadalquivir, también conocido por «el canal de los presos». La mano de obra forzada de los batallones también fue utilizada por la Dirección General de Regiones Devastadas y Reparaciones especialmente en la reconstrucción de localidades muy dañadas por la guerra.
En los Batallones de Trabajadores y en los BDST, donde las condiciones de vida y de trabajo eran tan duras que hubo muchas muertes, solo pudieron acogerse a la Redención de penas por el trabajo ―un sistema de trabajo forzado del que se beneficiaron importantes empresas privadas y que permitía al preso reducir hasta un tercio su condena y recibir una pequeña remuneración, aunque el 75 % de la misma se la quedaba la empresa en concepto de «manutención y alojamiento»― los presos que estaban condenados, ya que los que nunca lo habían sido no tenían ninguna pena que redimir. «La suya fue una retención ilegal y una arbitraria represión extrajudicial», según el historiador Borja de Riquer.
Las cárceles
Según las cifras oficiales pocos meses después de acabar la guerra civil, concretamente en enero de 1940, había en España 270 719 presos, de ellos 23 232 mujeres (cuando antes de la guerra la media de reclusos no superaba los 13 000 y la de mujeres los 500). En 1943 todavía había 125 000 encarcelados, de ellos cerca de 12 000 mujeres. Hubo que habilitar nuevos recintos pues todas las cárceles estaban a rebosar ―por ejemplo, las cárceles Modelo de Madrid, Barcelona y Valencia, pensadas para 1000 presos llegaron a albergar entre 10 000 y 12 000 cada una―. Para aliviar la saturación de las prisiones ―y para conseguir mano de obra barata― se envió a muchos presos un mínimo de seis meses a Batallones de Trabajadores. También se concedió la libertad condicional a los reclusos que «muestren una conducta intachable y ofrezcan garantías de sincera incorporación al nuevo Estado», según una orden de junio de 1940. Así en 1945 había en este régimen más de 300 000 personas, según el Servicio de Libertad Vigilada, dependiente del Ministerio de Justicia. Sin embargo, los condenados por «rebelión militar» siguieron en prisión ―el primer indulto a estos presos no llegó hasta octubre de 1945, solo cinco meses después de la derrota de las potencias fascistas en la Segunda Guerra Mundial―. De esta forma la cifra de presos fue disminuyendo a lo largo de la década de 1940 aunque en 1950 todavía había 30 640 reclusos, de los que dos tercios eran presos políticos ―habrá que esperar a 1960 para que la cifra empezara a normalizarse: entonces había 15 226―.

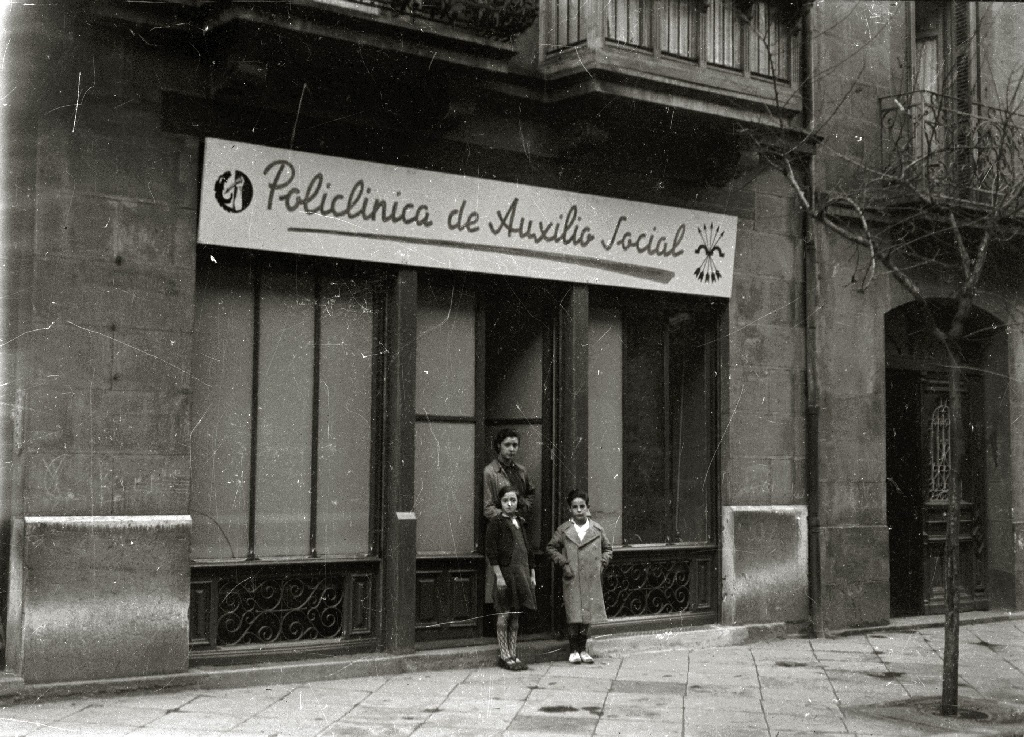
Policínica de Auxilio Social en Guipúzcoa. La organización falangista Auxilio Social colaboró en el robo de niños a las mujeres presas.

Las condiciones de vida en las prisiones eran extremas. «La masificación, la miseria, la insalubridad, el hambre, el terror, el trabajo forzado y el adoctrinamiento religioso y político fueron los rasgos distintivos de un sistema que más allá de “vigilar y castigar”, pretendía “la transformación existencial completa de los capturados y, por extensión, de sus familias”». Las mujeres detenidas y presas sufrieron formas específicas de torturas y malos tratos, que incluyeron las violaciones. Su objetivo era negarles la condición de ciudadanas que les había reconocido la República y humillarlas y anularlas por su condición femenina (lo que Irene Abad ha definido como “represión sexuada”).  A estas vejaciones y malos tratos hay que añadir, como ha señalado el historiador Borja de Riquer, «el secuestro de los hijos de las encarceladas», en el que colaboró la organización falangista Auxilio Social.
La depuración de los funcionarios (y de los maestros)
La represión física fue acompañada por la represión administrativa que consistió en la «depuración» de los funcionarios «desafectos» al «Movimiento Nacional». Durante la guerra ya se habían aplicado normas de depuración como el decreto de 5 de noviembre de 1936 que ordenaba la «separación definitiva del servicio» de los funcionarios «contrarios al Movimiento Nacional» o el decreto del 10 de diciembre del mismo año que especificaba que «la depuración que hoy se persigue no sólo es punitiva, sino también preventiva». En este último decreto se mencionaba especialmente a los maestros y profesores indicando que «no se volverá a tolerar, ni menos a proteger y subvencionar, a los envenenadores del alma popular». El objetivo de la depuración era doble: por un lado privar de su trabajo a los «desafectos al régimen» como una forma de castigo ejemplar; y por otro lado, asegurar un puesto de trabajo a los vencedores y a los que mostraban una «adhesión inquebrantable» al régimen de Franco.
La ley de 10 de febrero de 1939 fue la que fijó las «normas para la depuración de los funcionarios públicos». En el preámbulo se establecía el propósito de la ley:

[Permitir] reintegrarse rápidamente a sus puestos a aquellos funcionarios que lo merecen por sus antecedentes y conducta, y, al mismo tiempo, imponer sanciones adecuadas, según los casos, a los que incumpliendo sus deberes contribuyeron a la subversión y prestaron asistencia no excusable a quienes por la violencia se apoderaron, fuera de toda norma legal, de los puestos de mando de la Administración.

En el artículo 1.º de la ley se ordenaba a cada ministerio que investigaran «la conducta seguida, en relación con el Movimiento Nacional, por los funcionarios públicos que de él dependan» y que procediera «a imponer las sanciones de carácter administrativo que correspondan al comportamiento de tales funcionarios y que convengan al buen servicio del Estado».
El procedimiento de depuración partía de las respuestas del funcionario a un cuestionario en el que se le preguntaba sobre sus actividades políticas y sindicales anteriores y posteriores al 18 de julio de 1936. Para confirmar la veracidad de las respuestas el juez recababa informes de la policía, de la Guardia Civil, de Falange, del SIPM e incluso de los curas párrocos. Si el juez encontraba indicios de culpabilidad incoaba un expediente y suspendía temporalmente de empleo y sueldo al funcionario. Finalmente un tribunal determinaba si el funcionario era readmitido sin castigo o se le imponía una sanción que podía llegar hasta la separación definitiva del servicio, dándosele de baja en la función pública. La sanción tenía que ser confirmada por la máxima autoridad competente ―como el gobernador civil de cada provincia― que en bastantes ocasiones devolvía el expediente para que le fuera aplicada al funcionario una sanción más dura. En el caso de los 15 000 funcionarios de la suprimida Generalidad de Cataluña no se les reconoció como tales por lo que perdieron sus empleos directamente sin pasar por el proceso depurador. Especialmente contundente fue la depuración del cuerpo de Correos y Telégrafos: el 35 % de los 13 000 trabajadores fueron sancionados ―2637 expulsados y 1413 trasladados de provincia―. Algo más leve fue la depuración de la administración de justicia: fueron sancionados el 14 % de los jueces y el 22 % de los fiscales, la mitad de ellos expulsados de la carrera judicial. Algo parecido ocurrió con el cuerpo diplomático: un 26 % fue sancionado, la mitad con la expulsión. Por otro lado, los funcionarios jubilados tuvieron que hacer una declaración jurada, avalada por alguna autoridad, de que no habían apoyado la «causa marxista» para seguir cobrando la pensión.

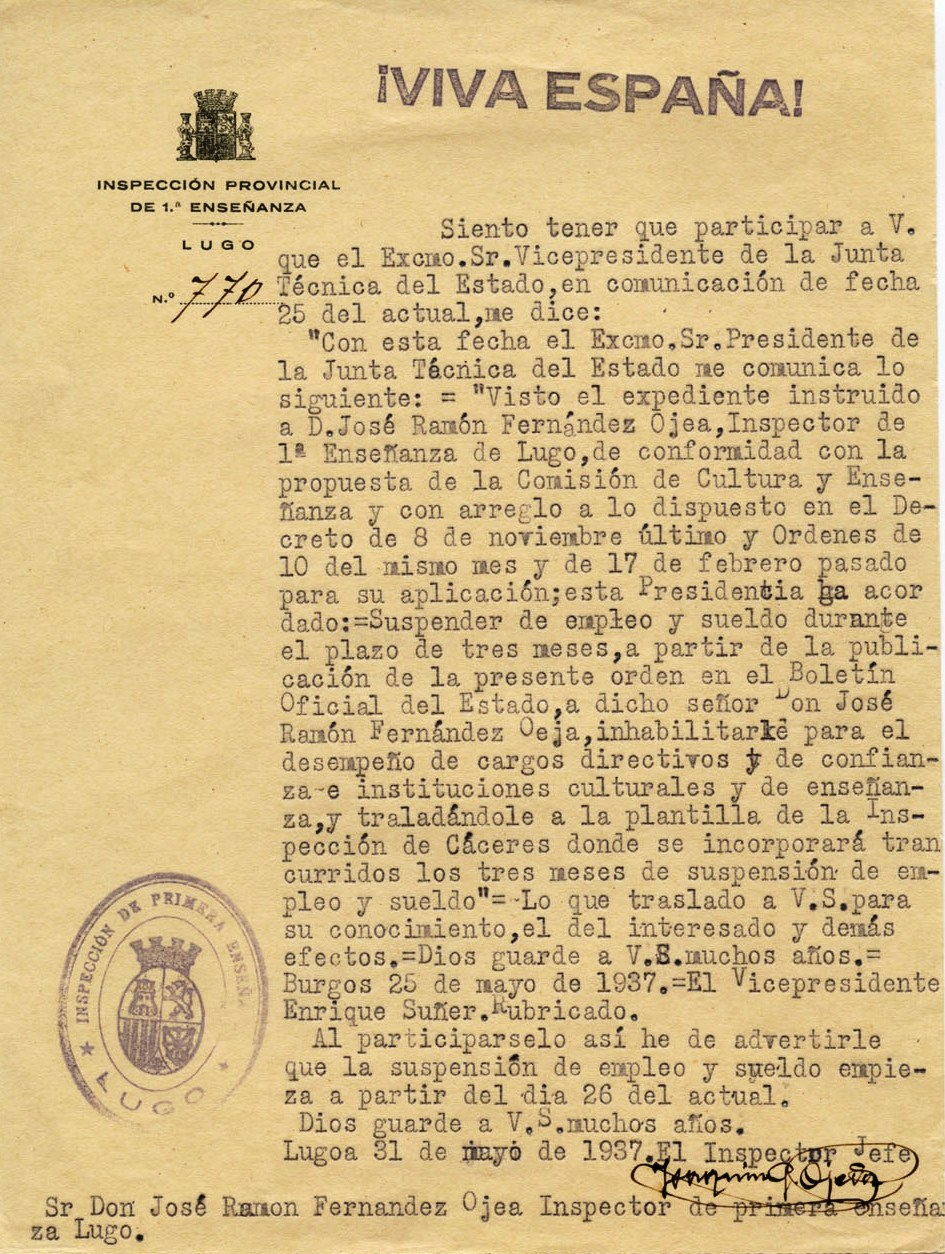
Resolución de la Junta Técnica del Estado del expediente de José Ramón Fernández Ojea, Inspector de primera enseñanza de Lugo, por el que se acuerda "suspender de empleo y sueldo durante el plazo de tres meses a don José Ramón Fernández Ojea, inhabilitarle para el desempeño de cargos directivos y de confianza e instituciones culturales y de enseñanza, y trasladarle a la plantilla de la inspección de Cáceres donde se incorporará transcurridos los tres meses de suspensión de empleo y sueldo. Burgos, 25 de mayo de 1937"

Especialmente dura y exhaustiva fue la depuración de los maestros y profesores, que ya había empezado durante la guerra civil ―se pidió a los alcaldes que informaran sobre la «conducta político-social y educación moral» de los maestros de su localidad―. En el cuerpo de maestros nacionales se abrieron más de 60 000 expedientes de los que un 26 % acabaron con algún tipo de sanción ―unos 6000 maestros perdieron su empleo, otros 6000 sufrieron sanciones temporales o de otro tipo (como la jubilación forzosa o la postergación en el escalafón) y otros 6000 sufrieron traslados forzosos―. Como ha señalado Borja de Riquer, «la depuración del magisterio pretendió no sólo contrarrestar los cambios introducidos en la vida educativa durante la etapa republicana, sino que respondía al interés por crear una escuela totalmente sometida al régimen franquista y a la Iglesia católica». En una norma del Ministerio de Educación se decía: «El Estado católico ‘exige’ que el maestro enseñe la religión del Estado; el maestro que no crea en ella, debe dejar de ser maestro».
En cuanto al profesorado de Enseñanza Media fue sancionado un porcentaje similar al de los maestros, un 24 % ―en el caso de los catedráticos el porcentaje fue mayor, el 32 %―. Los profesores de Universidad también sufrieron una dura y masiva depuración con la finalidad, según el ministro de Educación Nacional José Ibáñez Martin, de conseguir «la recristianización y la renacionalización» de la universidad española. De los alrededor de 580 catedráticos 150 fueron expulsados, 96 se exiliaron ―junto con otros cien profesores― y 20 fueron ejecutados, entre ellos los rectores de las universidades de Oviedo, Granada y Valencia. «La cruel y masiva purga de la universidad española no sólo significó una clara ruptura con la tradición liberal y reformista, que comportó una notable involución ideológica, sino también un considerable retroceso en términos exclusivamente científicos», explica el historiador Borja de Riquer.
Todos los puestos que quedaron vacantes en los organismos públicos fueron ocupados por excombatientes, excautivos y familiares de «Caídos» del bando vencedor. Un decreto-ley de 25 de agosto de 1939 les reservaba el 80 % de las plazas que se convocaran. Esta norma también se intentó aplicar a las empresas privadas.
Las depuraciones de profesionales y de trabajadores
Fuera de la Administración, determinadas profesiones como los abogados y los médicos también fueron objeto de depuraciones ―los exiliados y procesados fueron dados de baja automáticamente de sus respectivos colegios profesionales―. Una de las más afectadas fueron los periodistas cuya depuración ya había empezado en plena guerra al crearse en diciembre de 1937 un tribunal de admisión en la Asociación de la Prensa, presidido por Luis Martínez de Galinsoga. El 2 de abril de 1939, al día siguiente del final oficial de la guerra, se creó el Registro Oficial de Periodistas, que estuvo vigente hasta 1966. Había que estar inscrito en ese registro para poder ejercer la profesión, pero a cerca de la mitad de los que lo solicitaron ―1800 de 4000― les fue denegada por lo que no pudieron trabajar de forma estable en ningún periódico ni en ninguna emisora de radio. En 1940 se organizaron unos cursillos obligatorios para todos los que quisieran ser periodistas que dieron paso a la creación al año siguiente de la Escuela Oficial de Periodismo, dependiente de la Vicesecretaría de Educación Popular. Si no se obtenía el título en dicha escuela no se podía ejercer la profesión periodística.
Las empresas privadas también llevaron a cabo procesos de depuración de sus empleados, lo que sus dueños aprovecharon para despedir a los más combativos y a los que habían participado en los comités sindicales y en las milicias obreras durante la guerra. Se llegaron a elaborar listas negras de trabajadores izquierdistas o conflictivos.
La represión económica
La represión sobre las personas se completó con el proceso de confiscación de sus bienes, incluidos los de las organizaciones y entidades vinculadas al bando republicano. Durante la guerra ya había funcionado la Comisión Central Administradora de Bienes Incautados de la que dependían unas «Juntas de incautaciones», que abrían expedientes de expropiación a los que se habían opuesto al Movimiento Nacional. También se creó la «Delegación para recuperar, clasificar y custodiar la documentación procedente de personas y entidades del bando republicano», que después se transformó en el Servicio de Recuperación Documental, dirigido por Marcelino Ulibarri Eguilaz, cuya finalidad fue proporcionar información de los acusados que juzgaban a los tribunales especiales y a los consejos de guerra. Al final de la guerra se promulgó la Ley de Responsabilidades Políticas una de cuyas sanciones eran las multas, a veces muy cuantiosas, y la confiscación de los bienes de los condenados. A esta ley se le sumó otra de septiembre de 1939 denominada de «Incautación de Bienes de los Antiguos Sindicatos Marxistas y Anarquistas» que establecía que todo el patrimonio (edificios, locales, periódicos, cuentas corrientes, mobiliario, etc.) de las organizaciones y entidades «desafectas al Movimiento Nacional» pasarían a ser propiedad del partido único FET y de las JONS. Las instalaciones y las rotativas de los periódicos incautados pasaron a formar parte de la Prensa del Movimiento y los locales y edificios se convirtieron en sedes de las instituciones franquistas y de la Central Nacional Sindicalista (CNS). Por otro lado, les fueron devueltas a sus antiguos propietarios las fincas requisadas y ocupadas durante la guerra por las colectividades campesinas.
La represión de las culturas y las lenguas no castellanas
Otro de los objetivos de la represión franquista fueron la lengua y la cultura propias de las nacionalidades históricas ―cuyos estatutos de autonomía fueron derogados―, fundamento de los nacionalismos catalán, vasco y gallego que, según los sublevados, formaban parte de la «Anti-España». Ya en plena guerra el Generalísimo Franco había afirmado que en la nueva España totalitaria habría «una unidad nacional, que la queremos absoluta, con una sola lengua, el castellano, y una sola personalidad, la española». Fue una política que algunos han calificado como un intento de «genocidio cultural».
En Galicia, que cayó enseguida en poder de los insurrectos, fueron liquidados los partidos y las entidades galleguistas ―muchos de sus miembros fueron fusilados, encarcelados o depurados― y prohibidas todas las manifestaciones de la lengua y la cultura gallegas ―solo se admitió el uso del gallego en el ámbito privado, y en el público solo cuando se tratara de temáticas religiosas, costumbristas o folklóricas―.
En el País Vasco, la represión fue aún más dura con el fin de «extirpar un cáncer de nuestro cuerpo nacional». Tras la conquista de Bilbao en junio de 1937, su primer alcalde franquista, José María de Areilza, había proclamado: «Vizcaya es otra vez un trozo de España por pura y simple conquista militar». La lengua y la cultura vascas fueron prohibidas en la vida pública y solo pervivieron en el ámbito privado y en algunos reducidos ámbitos eclesiásticos.

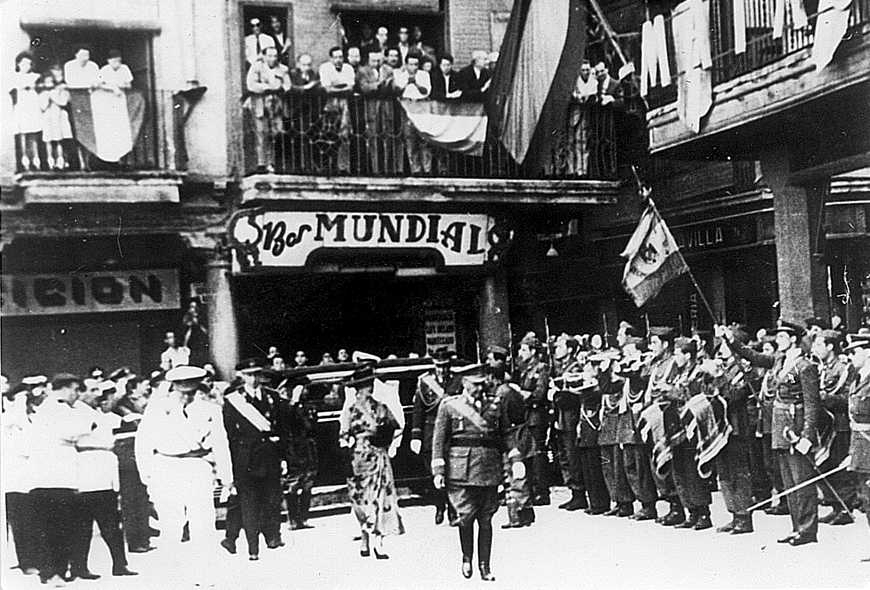
Visita de Franco a Reus (1940).

En Cataluña, en contra de algunas posiciones más moderadas, se impuso la línea dura que pretendía la «españolización eficaz de Cataluña»: se suprimieron las entidades catalanistas ―se llegó a ejecutar a personas solo por haber colaborado con publicaciones catalanistas, como Carles Rahola Llorens y Domènec Latorre―, se prohibió el uso público del catalán ―«Habla el idioma del Imperio», se decía; una consigna que se había utilizado por primera vez en Mallorca― y se persiguió cualquier manifestación pública de la cultura catalana ―el catalán fue permitido en el ámbito privado: «vuestro lenguaje, en el uso privado y familiar, no será perseguido», se dijo en un bando nada más «liberar» Barcelona a finales de enero de 1939―. Así lo justificaba Ramón Serrano Suñer: «Hemos hecho la guerra para la unificación de España». Además se retiraron de la vía pública todos los monumentos «catalanistas» y se procedió a la castellanización de la toponimia y de los nombres de los establecimientos comerciales y de las empresas.
La región valenciana y las Islas Baleares también padecieron la represión de su lengua y cultura propias ―con la consiguiente diglosia― y la de sus incipientes nacionalismos (valencianismo y mallorquinismo), sustituido en el caso valenciano por un «regionalismo costumbrista y folklórico» patrocinado por entidades como Lo Rat Penat.
Sin embargo, como ha señalado Borja de Riquer, «el régimen franquista no logró anular por completo los sentimientos propios de catalanes, vascos y gallegos. Ni consiguió que la mayoría de la población dejara de hablar en ámbitos privados su propia lengua. […] A medio plazo, la agresiva política represora del régimen acabó por provocar el efecto contrario al deseado: una fuerte reacción cultural en la década de 1960, que incluso provocó una radicalización ideológica y política, tanto en el caso vasco como en el catalán».
Medidas de control de la población y de sus movimientos

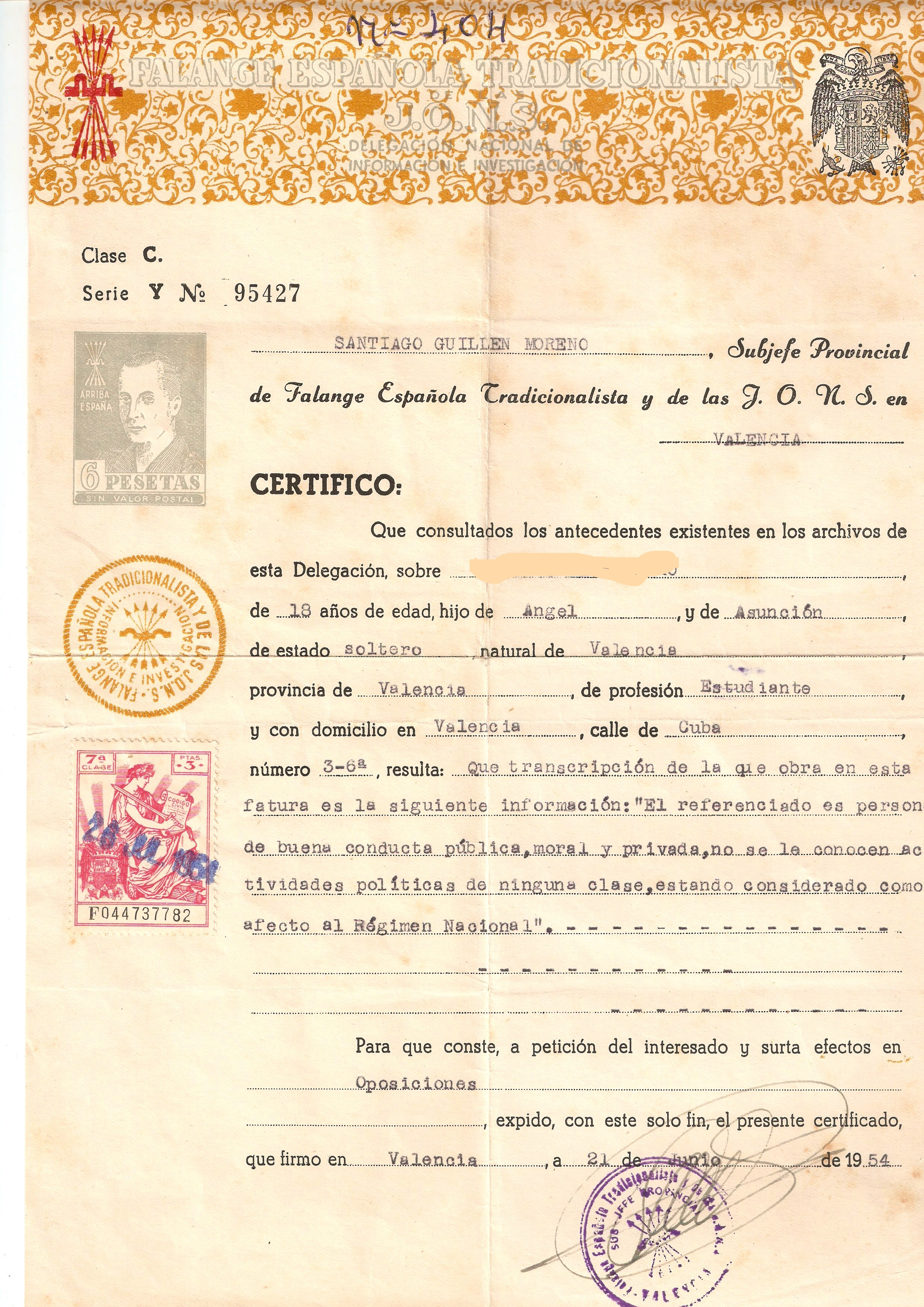
Certificado de la Delegación de Valencia de FET y de las JONS. "CERTIFICO que consultados los antecedentes existentes en los archivos de esta delegación... el referenciado es persona de buena conducta pública, moral y privada, no se le conocen actividades políticas de ninguna clase, estando considerado como afecto al Régimen Nacional. 21 de junio de 1954"

La represión fue acompañada de medidas de control de la población y de sus movimientos, como la necesidad de presentar avales de alguna autoridad civil o religiosa para poder realizar muchas actividades y certificados de buena conducta y de adhesión al Movimiento para ocupar todo tipo de cargos e incluso para cobrar la pensión. El partido único FET y de las JONS elaboró miles de fichas de personas en las que se las clasificaba como «adictas» o «desafectas». Toda la correspondencia fue censurada en los dos primeros años de la posguerra y de forma aleatoria hasta 1948, año en que fue suprimida la censura postal. También en los primeros años de la década de 1940 se requería un salvoconducto para viajar de una localidad a otra.

### Segundo franquismo (1959-1975)
Durante este periodo se produjo un cambio en la oposición al franquismo que dejó de estar protagonizada por las organizaciones políticas clandestinas para pasar a serlo por los movimientos sociales, como el movimiento obrero ―columna vertebral de la oposición, y por tanto el más represaliado y el que más sufrió la violencia gubernativa―, el movimiento estudiantil, el movimiento vecinal, etc., «cuyos activistas actuaban ―en la medida de lo posible― públicamente, forzando los límites de la legalidad y esgrimiendo reivindicaciones concretas que podían conectar con una amplia parte de la población. A raíz de este cambio se produjo también la aparición de nuevos perfiles de detenidos, con obreros y estudiantes a la cabeza, pero también los acompañarían profesionales liberales, intelectuales y sacerdotes de base». De hecho a partir de la década de 1960 se produjo una cierta tolerancia hacia la actividad de los partidos y grupos de oposición considerados moderados, como los monárquicos. Sin embargo se produjo un recrudecimiento de la represión a partir del nombramiento en 1969 del almirante Luis Carrero Blanco como vicepresidente del gobierno ―y presidente del gobierno ‘’de facto’’.

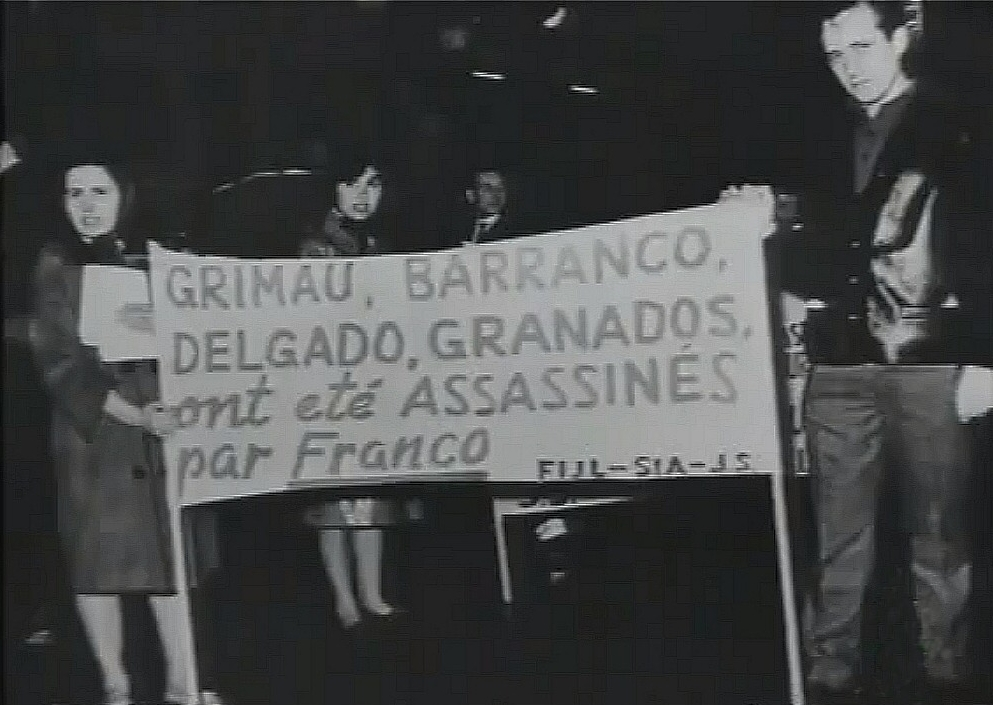
Protesta en París en 1963 contra los asesinatos de Julián Grimau, Manuel Moreno Barranco, Francisco Granados Gata y Joaquín Delgado Martínez.

Ante el cambio experimentado por la oposición antifranquista la represión franquista no fue tan extremadamente eficaz como lo había sido hasta mediados de la década de 1960, aunque la dictadura franquista nunca llegó a correr verdadero riesgo de ser derribada porque la oposición nunca consiguió el apoyo social suficiente para conseguirlo, debido en gran medida al carácter brutal y persistente de la represión. Los puntos culminantes de esta segunda etapa de la represión franquista estuvieron marcados por ejecuciones, como las de Julián Grimau, Joaquín Delgado Martínez y Francisco Granados Gata en 1963, la de Salvador Puig Antich en 1974 y finalmente las cinco ejecuciones de militantes de ETA y del FRAP de septiembre de 1975, solo dos meses antes de la muerte del dictador Franco.
La Ley de Orden Público de 1959 y los estados de excepción
Desde el punto de vista de la represión, el periodo se inicia con la promulgación por el general Franco de la Ley de Orden Público de 1959 que vino a sustituir a la Ley de Orden Público de la República utilizada para decretar los dos estados de excepción que se habían establecido hasta entonces (el de febrero de 1956 con motivo de la protesta de los estudiantes de la Universidad de Madrid y que duró tres meses; y el de marzo de 1958 en respuesta a las huelgas de los mineros de Asturias y que duró cuatro meses). La ley ―que mantenía la jurisdicción militar para todos los delitos que afectaran al orden público― sirvió de base legal para los estados de excepción que se decretarían en los años 1960 y 1970, seis veces en determinados territorios (mayo de 1962, tres meses en Asturias, Vizcaya y Guipúzcoa; abril de 1967, tres meses en Vizcaya; agosto de 1968, tres meses en Guipúzcoa; octubre de 1968, tres meses en Guipúzcoa de nuevo; diciembre de 1970, tres meses en Guipúzcoa otra vez; y abril de 1975, tres meses en Guipúzcoa y Vizcaya) y tres veces en la totalidad del país (junio de 1962, por dos años; enero de 1969, por tres meses, que finalmente fueron dos; y diciembre de 1970, seis meses). En todos ellos, excepto en una ocasión, se suspendió el artículo 18 del Fuero de los Españoles que fijaba el límite de 72 horas en que una persona podía estar detenida antes de ser llevada ante el juez. Así durante los estados de excepción la policía podía actuar aún con mayor impunidad para acabar con las «actividades extremistas». Se trataba «de una dictadura dentro de otra».
El Tribunal de Orden Público y la jurisdicción militar
A finales de 1963 se creó el Tribunal de Orden Público (TOP) para intentar «blanquear» la imagen exterior del régimen franquista en un momento en que el general Franco había presentado la candidatura de España al ingreso en la Comunidad Económica Europea ―un año antes un informe de la Comisión Internacional de Juristas titulado “El imperio de la ley en España” había denunciado la inexistencia de libertades y del estado de derecho―. Hasta entonces la jurisdicción militar era la que se había encargado de juzgar los delitos ‘’políticos’’, como había refrendado un decreto de 1960 que refundió las normas de 1943 y 1947 sobre la «rebelión militar» y los «actos de bandidaje y terrorismo». Según el decreto las huelgas, las reuniones clandestinas y las manifestaciones ilegales podían corresponder a la jurisdicción militar. El establecimiento del TOP no solo intentaba mejorar la imagen exterior del régimen reduciendo el protagonismo de los militares y los consejos de guerra en la represión, sino que también pretendía «hacer frente de forma más eficaz a la creciente conflictividad social y política creada por los nuevos movimientos de masas y por la reconstrucción de la oposición antifranquista». En este sentido hay que señalar que con el TOP no disminuyó la represión.
Con la creación del TOP ―que respondía a «la necesidad de modificar las formas de represión» por lo que implicó la supresión del Tribunal Especial para la Represión de la Masonería y el Comunismo y de otras normas e instancias semejantes― los delitos de «asociación ilícita», «propaganda ilegal», «reunión ilegal», «manifestación ilegal» o «desórdenes públicos» pasaron a ser competencia del TOP, pero los más graves como los de «terrorismo», los actos que en los que se hiciera uso de la violencia o los que afectasen al Ejército y a la Guardia Civil continuaron bajo la jurisdicción militar, por lo que el TOP no acabó con ella sino que la complementó. Así entre 1964 y 1976 el TOP condenó a unas 3000 personas, mientras que la justicia militar entre 1960 y 1977 condenó a 5600 civiles, entre ellos los dieciséis militantes de ETA del juicio de Burgos de 1970, que habían sido detenidos en 1969 durante la campaña represiva desplegada en el País Vasco a raíz del asesinato por ETA el año anterior del comisario de la BPS de Guipúzcoa Melitón Manzanas, y durante la cual fueron detenidas cerca de 2000 personas, muchas de las cuales denunciaron haber sido maltratadas o torturadas ―53 fueron sometidas a consejos de guerra―. ETA se había convertido en el principal objetivo político y policial de las autoridades franquistas, lo que trajo consigo un fortísimo incremento de la represión en el País Vasco. Por otro lado, el «juicio de Burgos» no detuvo los atentados de ETA que causaron un muerto en 1972 y seis en 1973.
El total de procesos incoados por el TOP fue de 22 660, que afectarían a más de 50 000 personas, y el total el de sentencias de 3798, de las que el 75 % fueron condenatorias (2389 frente a 959 absolutorias). Por otro lado, con el TOP continuó la práctica de la tortura pues la Brigada Político Social siguió encargada de los delitos competencia del tribunal y el TOP nunca se ocupó de investigar las denuncias de malos tratos o de torturas, que a veces acababan con la muerte de los detenidos al ser arrojados desde una ventana desde gran altura como en el caso del estudiante Enrique Ruano cuya muerte causó una ola de protestas que llevaron al régimen franquista a decretar el estado de excepción el 24 de enero de 1969.
La Brigada Político Social y la continuidad de la tortura

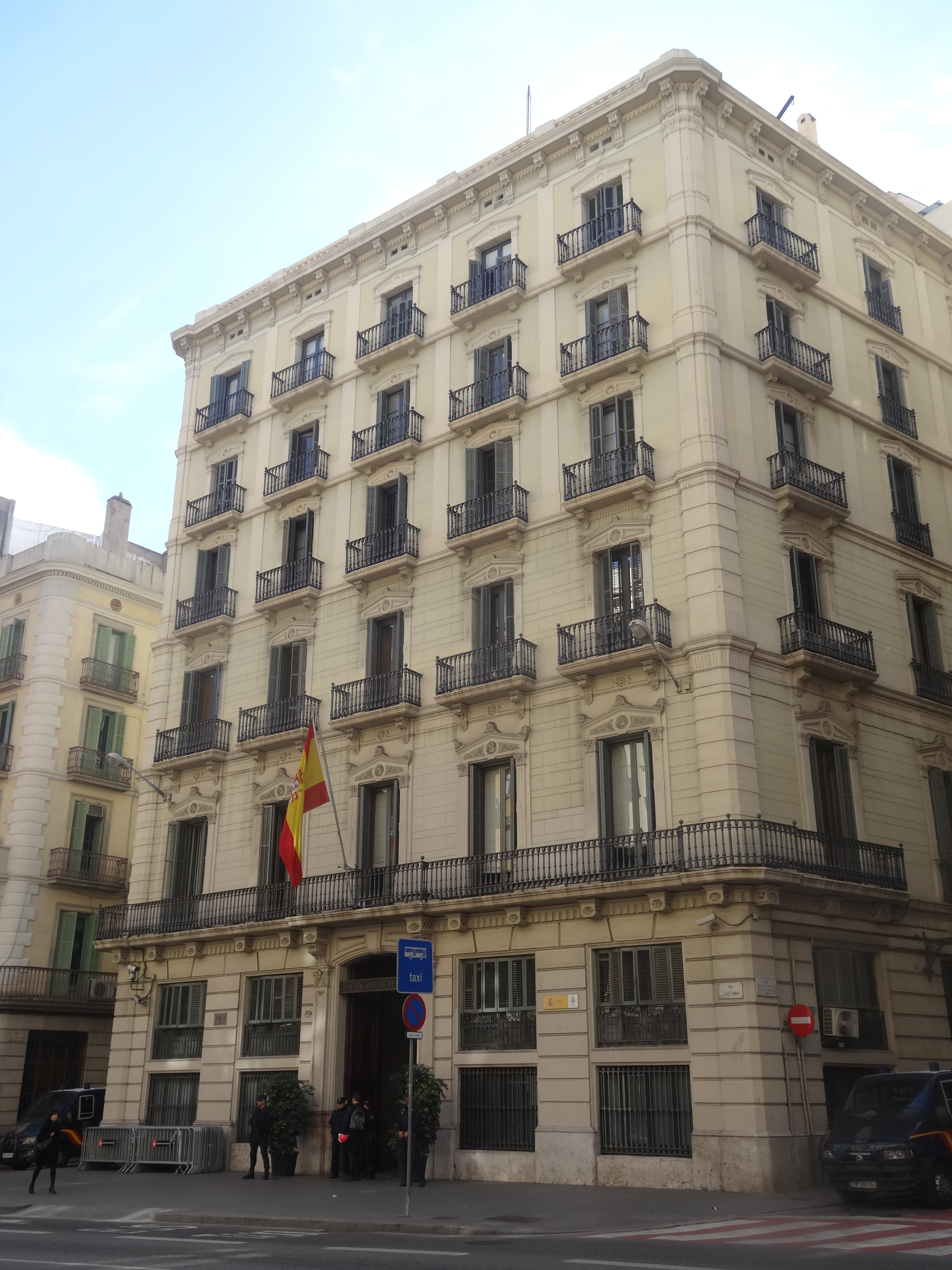
Sede de la Jefatura Superior de Policía en la Vía Layetana de Barcelona. Fue el centro de torturas más importante en Cataluña durante la dictadura franquista.

Como en la posguerra el ingreso en prisión tras haber pasado por comisaría era vivido como una especie de liberación. «Un día en la comisaría es peor que cien días en la cárcel», escribió más tarde un preso. Pero esto no quería decir que los malos tratos a los encarcelados hubieran desaparecido, hasta el punto que algunos murieron en prisión como el escritor andaluz Manuel Moreno Barranco.
La Brigada Político-Social continuó siendo la principal unidad policial que actuó contra la oposición antifranquista. «Sus agentes, los Creix, Conesa, Yagüe, Navales, Manzanas, Ballesteros, Solsona, González Pacheco, etc., ocupan un lugar de honor en el panteón de los torturadores del franquismo. Sus comisarías ―la DGS de la Puerta del Sol de Madrid, la Vía Layetana en Barcelona, las de las calles Samaniego y Gran Vía en Valencia, o la del paseo María Agustín en Zaragoza―, y sus métodos, de siniestras connotaciones, remiten a una particular geografía del terror». Pero también la Guardia Civil practicó las torturas.
En los últimos años de la dictadura franquista se produjeron denuncias del uso generalizado e indiscriminado de la tortura por parte de los cuerpos policiales, como fue el caso de Justicia Democrática, el clandestino colectivo de jueces y fiscales favorables a la democracia. Los gobiernos extranjeros también eran conocedores de la práctica de la tortura en España y de la inexistencia del Estado de derecho. En un informe de la Secretaría de Estado norteamericana del 3 de mayo de 1975, desclasificado posteriormente, se decía: «[en España se dan] diversos grados de torturas, tratos inhumanos o degradantes; denegación de revisión judicial de juicios injustos por tribunales militares a civiles, arresto arbitrario y exilio, restricciones de movimiento y residencia». En otro informe se destacaba la dificultad de obtener información de la jurisdicción militar, «donde previsiblemente se encuentran las mayores áreas de abuso».
El recrudecimiento de la represión durante la crisis final del franquismo (1969-1975)
Con el nombramiento en 1969 por Franco del almirante Luis Carrero Blanco como vicepresidente del gobierno ―y presidente del gobierno ‘’de facto’’― se produjo un incremento notable de la represión que recordaba la de los primeros años de la dictadura. Así, por ejemplo, entre 1969 y 1973 murieron once obreros en enfrentamientos entre huelguistas y fuerzas del orden (dos en Erandio en 1969; tres en Granada en 1970 y otro en Éibar ese mismo año; uno en Madrid en 1971, Pedro Patiño, y otro en Barcelona también en 1971; dos en El Ferrol en 1972; y uno en San Adrián del Besós en 1973). Los consejos de guerra también aumentaron en ese periodo: 400 personas fueron condenadas en 1969 y 403 en 1970, aunque disminuyeron en los dos años siguientes (231 en 1971 y 222 en 1972). Los objetivos preferentes de la represión fueron el movimiento estudiantil ―según Carrero Blanco había «que separar de la Universidad a todos los alumnos que son instrumento de subversión»― y el movimiento obrero, como lo puso de manifiesto el proceso 1001 del TOP contra los líderes de Comisiones Obreras, cuyo comienzo coincidió con el asesinato de Carrero Blanco por ETA el 20 de diciembre de 1973.
Tras el asesinato de Carrero Blanco ocupó el puesto de presidente del gobierno Carlos Arias Navarro que continuó la dura política represiva anterior, como lo puso de manifiesto la condena a muerte por un tribunal militar de Salvador Puig Antich que fue ejecutado a garrote vil en marzo de 1974, junto a “Heinz Chez”. Un año después, ante el aumento de los atentados de ETA y del FRAP y el crecimiento de la oposición antifranquista, el Generalísimo Franco, a propuesta de Arias Navarro, aprobó el 22 de agosto de 1975 ―solo tres meses antes de su muerte― un decreto-ley «sobre prevención del terrorismo» ―en el que también se perseguía su apología y justificación―, que supuso la vuelta a la primacía de la jurisdicción militar sobre la civil. Efectivamente el decreto-ley establecía un estado de excepción de facto durante dos años, en los  que quedarían suspendidos el límite de la detención de 72 horas ―que se ampliaba a cinco o diez días― y la inviolabilidad del domicilio (artículos 13 y 14 y Disposición final segunda). Los artículos 4.º y 10 del decreto-ley establecían lo siguiente:

Artículo cuarto
Declarados fuera de la Ley los grupos u organizaciones comunistas, anarquistas, separatistas y aquellos otros que preconicen o empleen la violencia como instrumento de acción política o social, los que organizaren o dirigieren estos grupos, los meros afiliados y los que, mediante sus aportaciones en dinero, medios materiales o de cualquier otra manera auxiliaren al grupo u organización, incurrirán respectivamente en el grado máximo de las penas previstas en el Código Penal para las asociaciones ilícitas de aquella naturaleza. 
A quienes, por cualquier medio, realizaren propaganda de los anteriores grupos u organizaciones que vaya dirigida a promover o difundir sus actividades, se les impondrá la pena correspondiente a tal delito en su grado máximo.
Artículo 10
Los que, públicamente, sea de modo claro o encubierto, defendieren o estimularen aquellas ideologías a que se refiere el artículo cuarto de esta disposición legal; o el empleo de la violencia como instrumento de acción política o social; o manifestaren su aprobación o pretendieren justificar la perpetración de cualquier acto terrorista; o enaltecieren a sus ejecutores o participantes; o trataren de minimizar la responsabilidad de las conductas tipificadas en este Decreto-ley por medio de la crítica –directa o solapada– de las sanciones legales que las previenen o castigan; o intentaren menoscabar la independencia y el prestigio de la justicia mediante manifestaciones de solidaridad con las personas encausadas o condenadas, serán castigados con la pena de prisión menor, multa de cincuenta mil a quinientas mil pesetas e inhabilitación especial para el ejercicio de funciones públicas y para las docentes, públicas o privadas.

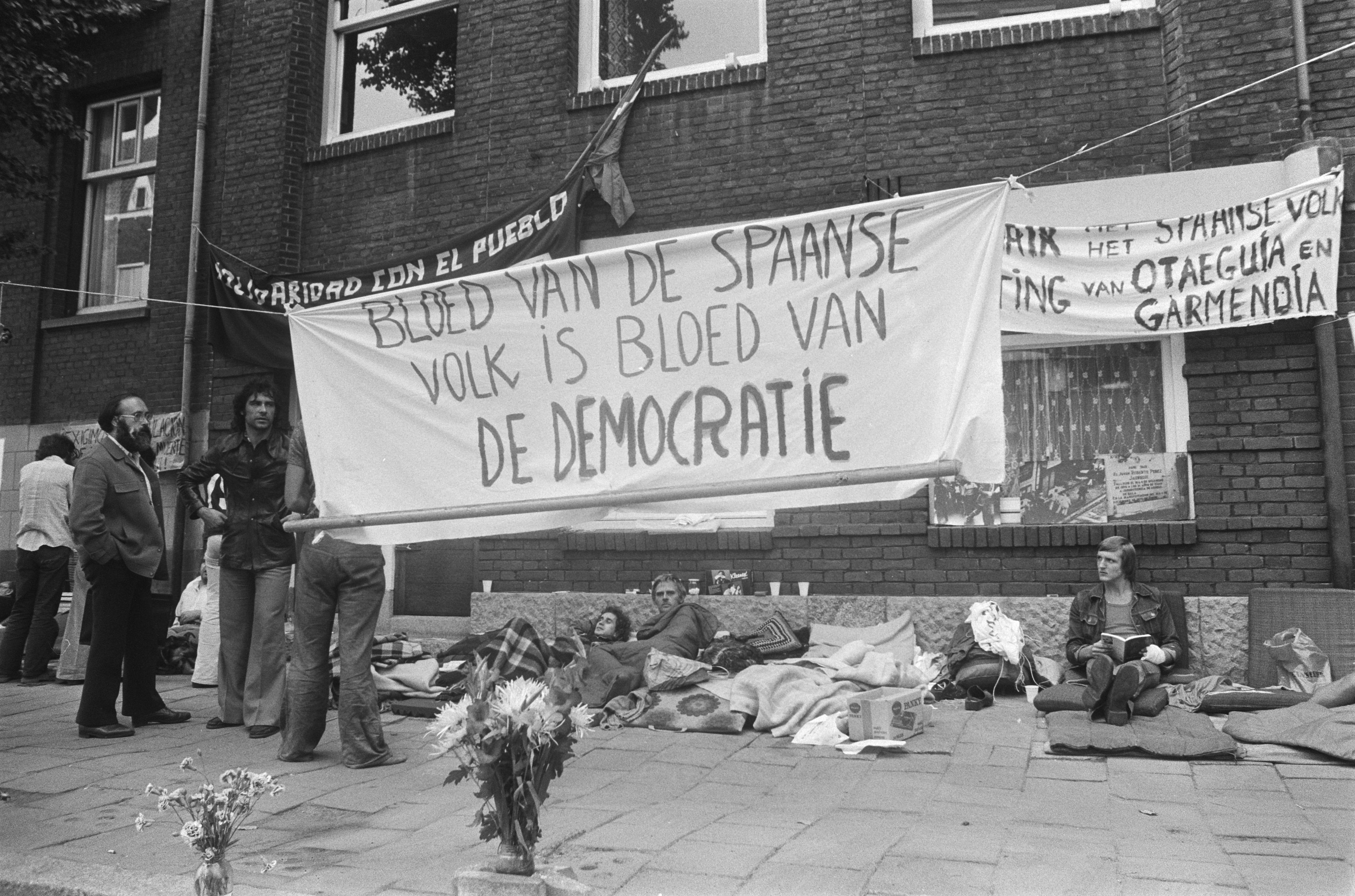
Acampada ante el consulado español en Ámsterdam en protesta por el consejo de guerra contra José Antonio Garmendia Artola y Ángel Otaegui. La pancarta principal dice en neerlandés: "La sangre del pueblo español es la sangre de la democracia". 2 de septiembre de 1975.

El decreto se aplicó inmediatamente a los militantes de ETA y del FRAP que estaban detenidos acusados de haber participado en atentados terroristas. A finales de septiembre once de ellos fueron sentenciados a muerte en consejos de guerra sumarísimos. La numerosas manifestaciones de protesta tanto dentro de España ―especialmente en el País Vasco― como en el extranjero, así como las cuantiosas peticiones de clemencia, incluidas las de muchos gobiernos europeos y la del papa Pablo VI, solo consiguieron que Franco conmutara la pena capital a seis condenados. Los cinco restantes, dos miembros de ETA y tres del FRAP, fueron fusilados el 27 de septiembre de 1975. Las ejecuciones provocaron que los actos de protesta y las manifestaciones se incrementaran tanto dentro como fuera de España, acompañados en Guipúzcoa y Vizcaya de la convocatoria de una huelga general que tuvo un amplio seguimiento. La embajada de España en Lisboa fue asaltada por la multitud. Quince embajadores europeos en Madrid fueron llamados a consultas por sus respectivos gobiernos. En su discurso ante la multitud de franquistas congregada en la Plaza de Oriente el 1 de octubre, Franco, de 82 años, atribuyó la situación de rechazo y aislamiento internacional de su régimen a «una conspiración masónica-izquierdista de la clase política, en contubernio con la subversión comunista-terrorista, que a si nosotros nos honra, a ellos les envilece». Mes y medio más tarde murió en el Hospital La Paz de Madrid.
Borja de Riquer concluye: «Ante cualquier envite de la oposición, el régimen mantuvo siempre su capacidad represiva, utilizando a fondo las fuerzas de orden público y aplicando una legislación extremadamente severa. Es conveniente recordar, que el aparato represivo franquista se mantuvo firme hasta el final». Por su parte Javier Rodrigo afirma: «La violencia no fue un elemento coyuntural ni reactivo para la dictadura franquista. Antes bien, su carácter fue estructural, y su aplicación preventiva. El Régimen jamás planteó la integración de la disidencia sino su erradicación. Y posiblemente ése fue el elemento fundacional de la dictadura que más duró y que más condicionó la relación entre el poder y la ciudadanía».

## Tipos de represión
La dictadura franquista recurrió a lo largo de toda su existencia, hasta 1975, a los métodos represivos propios de todo régimen no democrático. La no observancia de estas prohibiciones conllevaba penas de cárcel, sanciones y multas, así como violencia física en la primera fase represiva del Régimen. La represión ejercida por el franquismo se extendió a toda la sociedad y puede clasificarse del siguiente modo:

### La represión violenta y física
Ejecuciones, asesinatos y desapariciones forzosas

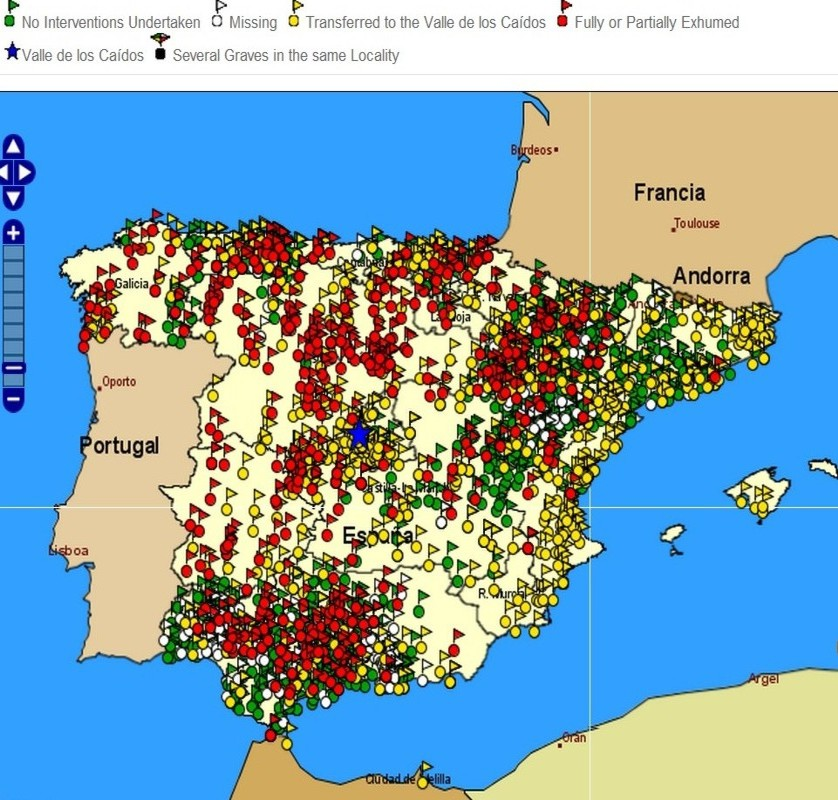
Localización geográfica de las fosas o lugares de enterramiento de la Guerra Civil Española de las que se dispone información.
Símbolos según la actuación realizada sobre cada una de ellas:
Fosa aún no intervenida.
Fosa aún no encontrada.
Transferida al Valle de los Caídos.
Parcial o totalmente exhumada. Acuerdo con las circunstancias del homicidio.
Fuente: Ministerio de Justicia de España

Incluye las ejecuciones en cumplimiento de sentencias dictadas por tribunales militares y los asesinatos extrajudiciales (los paseos y las sacas). 
Asesinatos extrajudiciales (sacas y paseos)
Los paseos y las sacas fueron especialmente intensos durante los primeros meses de la guerra civil; el historiador Julius Ruiz ha definido la violencia desatada ese verano en la zona rebelde como «un ejercicio brutal de limpieza política en el que la mayoría de ejecuciones y encarcelamientos fueron llevados a cabo sin sanción jurídico-legal alguna». Las desapariciones forzosas siguieron produciéndose hasta después de la Segunda Guerra Mundial.
Los consejos de guerra sumarísimos
Desde el inicio de la guerra civil cualquier asunto relacionado con el orden público (incluyendo la propagación de noticias falsas o el abandono del trabajo) fue competencia de la Justicia militar. Desde septiembre de 1936, los consejos de guerra se rigieron por un procedimiento sumarísimo, creándose en noviembre del mismo año un procedimiento sumarísimo de urgencia que mermaba todavía más las garantías procesales de los acusados. Este procedimiento de urgencia, motivado por las circunstancias excepcionales del conflicto bélico y por la elevada cantidad de procesos abiertos durante este periodo, estuvo en vigor hasta el 12 de junio de 1940. En el borrador de este decreto, el gobierno franquista incluyó la cláusula de que «no era preciso, para dictar sentencia, ni siquiera oír al acusado»; el agregado alemán en la Secretaría de Justicia de Burgos, escandalizado por este añadido, alegó: «¿Pero qué inconveniente tienen ustedes en que se les oiga?». Finalmente, las presiones de Berlín impidieron que este polémico punto se incluyera en el decreto final. En casos excepcionales, cuando el tribunal consideraba que se debía examinar detenidamente el caso, entonces se seguía el procedimiento sumarísimo ordinario. Todos los consejos de guerra formados a militares leales a la República siguieron, de igual forma y por pertenecer a la jurisdicción de Guerra y Marina, el procedimiento sumarísimo en cualquiera de sus formas.
Esta justicia militar franquista carecía de cualquier tipo de garantía procesal para el acusado: el abogado defensor —que no podía ser civil— solo disponía de tres horas como máximo para examinar el auto de la instrucción antes de la vista judicial, y el condenado no podía recurrir la sentencia. Pero el elemento característico de este sistema de justicia al revés (así ha sido definido por el ministro franquista Serrano Suñer en sus memorias) era, precisamente,  la «lógica invertida» que subyacía en sus planteamientos, pues eran los militares golpistas quienes se encargaban de juzgar a los militares y funcionarios leales a la República —legalmente constituida— por delitos de rebelión militar, recogidos en el Código de Justicia Militar de 1890 (artículos 238-241 y 252). A esto se añadía unas instrucciones de aplicación de las normas «tan generales que casi carecían de sentido». Todo ello, unido a la falta de personal con formación jurídica, motivó «una implementación caótica y arbitraria de la justicia militar».
Balance
El establecimiento del número de víctimas de la represión franquista tiene una enorme dificultad porque muchas de ellas fueron enterradas en fosas comunes repartidas por toda España, a menudo fuera de los cementerios y diseminadas por el campo, y sin que su muerte fuese inscrita en los registros civiles. Desde principios de los años 2000, diversas asociaciones de víctimas del franquismo como la Asociación para la Recuperación de la Memoria Histórica se han encargado de localizar estas fosas para identificar los restos de los ajusticiados y entregarles a sus familiares para que pudieran darles una sepultura digna. La ley de memoria histórica, aprobada en diciembre de 2007, pretende hacer efectivos los nuevos derechos reconocidos a las víctimas del franquismo para equipararles a las víctimas del otro bando, y ha establecido un mapa de fosas y víctimas, en constante actualización.

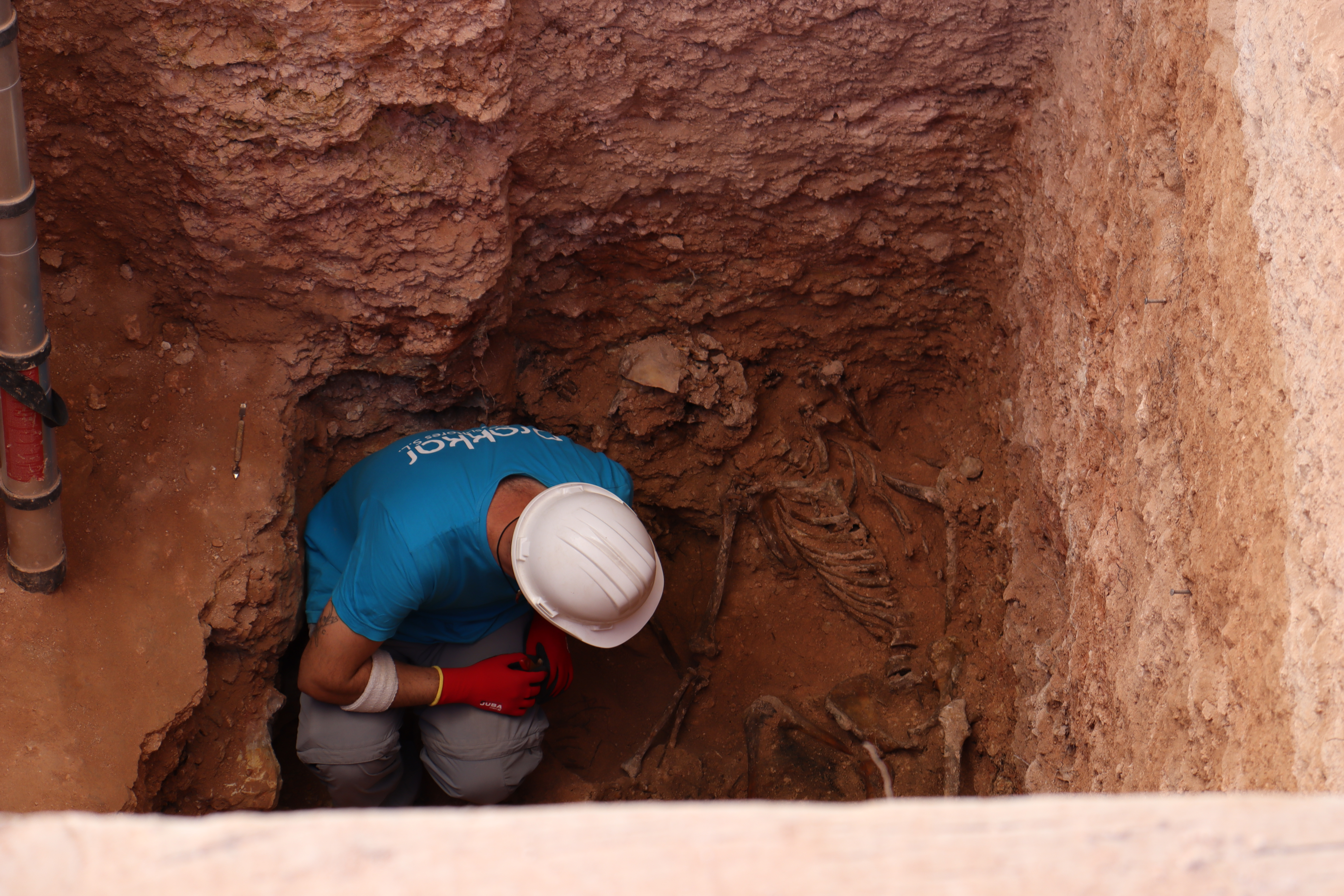
Exhumación en una fosa común de Manzanares

Por la razón antes apuntada, las cifras dadas por los historiadores difieren mucho entre sí. El primer historiador en dar una cifra aproximada fue el británico Hugh Thomas, para quien la represión llevada a cabo por los «nacionales» se cifraría en 75 000 muertos durante la guerra, de los que dos tercios corresponderían a los primeros meses del conflicto (incluyendo las ejecuciones en los campos de concentración, las ordenadas por los tribunales después de 1936 y los muertos en el frente). Estas cifras alcanzarían 100 000 muertos si se incluyen los represaliados por los «nacionales» en los territorios conquistados. Otras estimaciones presentan cifras en torno a 150 000 víctimas, y otras apuntan hasta 400 000, según el periodo considerado y la inclusión o no de las víctimas muertas en campos de concentración. El francés Guy Hermet afirmó en 1989 que, de los cientos de miles de presos internados en campos de concentración franquistas, 192 000 habrían sido fusilados, a veces varios años después del fin de la contienda, con picos de varios centenares de ejecuciones al día en algunos periodos de 1939 y 1940. Por su parte, el británico Antony Beevor ha estimado que el número total de víctimas de la represión franquista podría acercarse a 350 000.
En 2012 los historiadores Francisco Espinosa y José Luis Ledesma publicaron un cuadro resumen del número de muertos víctimas de la represión judicial y extrajudicial en ambas retaguardias durante la guerra civil (y la inmediata posguerra en las zonas ocupadas por el ejército franquista al finalizar la contienda: Madrid, Valencia, Castilla-La Mancha, Murcia y algunas zonas de Andalucía). Los datos del cuadro provenían de los estudios provinciales y regionales —cuyas fuentes fundamentales eran las defunciones anotadas en los registros civiles y en los registros de los cementerios, y los testimonios orales— llevados a cabo a lo largo de las dos décadas finales del siglo XX y la primera del siglo XXI por ellos mismos y por cerca de cuarenta investigadores más (entre ellos Jesús Vicente Aguirre, Francisco Alía Miranda, Julián Casanova, Francisco Etxeberria, Carmen González Martínez, Francisco Moreno Gómez, Juan Sisinio Pérez Garzón y Alberto Reig Tapia). Espinosa y Ledesma señalaban además que había 16 provincias (Albacete, Ávila, Burgos, Cádiz, Ciudad Real, Cuenca, Guadalajara, Las Palmas, León, Madrid, Murcia, Palencia, Salamanca, Tenerife, Valladolid y Zamora) en las que el estudio de la represión franquista estaba aún incompleto, por lo que el número de víctimas causadas por el bando sublevado podría aumentar en el futuro conforme avancen las investigaciones.
|                                         | Represión franquista | Represión republicana |
| Andalucía                               | 47.399               | 8.367                 |
| Aragón                                  | 8.523                | 3.901                 |
| Asturias                                | 5.952                | 2.000                 |
| Baleares                                | 2.300                | 323                   |
| Canarias                                | 2.600                | -                     |
| Cantabria                               | 2.535                | 1.283                 |
| Castilla-La Mancha                      | 10.358               | 7.524                 |
| Castilla-León                           | 14.660               | 575                   |
| Cataluña                                | 3.688                | 8.352                 |
| Ceuta-Melilla-Protectorado de Marruecos | 768                  | -                     |
| Extremadura                             | 10.594               | 1.567                 |
| Galicia                                 | 4.265                | -                     |
| Madrid                                  | 3.204                | 8.815                 |
| Murcia                                  | 1.251                | 740                   |
| Navarra                                 | 3.280                | -                     |
| País Vasco                              | 1.900                | 945                   |
| La Rioja                                | 2.000                | -                     |
| Comunidad Valenciana                    | 4.922                | 4.880                 |
| TOTAL                                   | 130.199              | 49.272                |

Cárceles
Aunque pudiera parecer lo contrario, las condiciones en las prisiones del franquismo solían ser peores a las de los llamados campos de concentración o los batallones de trabajadores. A estos iban destinados individuos considerados «recuperables» por el régimen nacionalista, que se redimían mediante el trabajo forzado, mientras que los presos políticos considerados más peligrosos eran enviados a las cárceles muchas veces para morir de hambre y de enfermedades o para acabar siendo ejecutados ante pelotones de fusilamiento.
Desde los primeros momentos de la Guerra, los prisioneros políticos republicanos (internados casi siempre sin juicio previo) compartieron su estancia en las penitenciarías con los presos comunes, constituyendo los primeros una abrumadora mayoría; todavía en 1945, solo un 32,36 % de internos lo estaban por delitos comunes. Pero todos ellos se veían afectados por las terribles condiciones de reclusión y la violencia imperante. Cabe destacar la mala alimentación y la pésima o casi nula atención médica, lo que provocaba una gran mortandad. Estudios parciales realizados en 24 provincias dan una cifra de 7600 fallecidos por hambre y enfermedades en las cárceles franquistas solo en los años cuarenta, aunque con mayor incidencia en su primera mitad; si se extrapola el cálculo al resto del territorio español resultarían alrededor de 20 000 fallecidos por este motivo en la inmediata posguerra.
Buena parte de la «dieta de hambre» que se padecía en las prisiones era debida a la especulación que sus responsables realizaban con los suministros, especialmente los destinados a la alimentación de los presos. Todo ello representaba un gran negocio para muchos funcionarios y personal penitenciario. Los mayores beneficios se obtenían de revender en el mercado negro los artículos que se debían destinar a confeccionar el rancho de los internos. Una inspección enviada a la prisión de Saturrarán «al llegar encontró a las presas moribundas y los almacenes repletos de judías, patatas y bacalao, listo para sacarlo del establecimiento por la puerta de atrás»: Las monjas encargadas de la dirección del centro vendían en el exterior los alimentos, provocando terribles enfermedades por avitaminosis en las reclusas a su cargo. Estos episodios se sucedían por toda la geografía carcelaria de España durante el primer franquismo.
Niños robados
El régimen alentó separar a los niños de sus madres cuando estas se encontraban encarceladas. Cuando los niños nacidos en la cárcel alcanzaban tres años de edad (que no era común, al recibir intencionadamente una dieta hipocalórica que les provocaba una alta mortalidad), y cuando no existían familiares que pudieran hacerse cargo de ellos, pasaban a ser "tutelados" por la Sección Femenina de la Falange, y en particular por los Patronatos de Redención de Penas que se encargaban de "educar" a los hijos de los detenidos. Según estudio publicado por Ricard Vinyes, entre 1944 y 1945 el Patronato de San Pablo contabilizó 30 000 menores hijos de encarcelados y exiliados, a los que habría que añadir 12 000 tutelados por el Patronato de la Merced.
En noviembre de 1940, el Ministerio de Gobernación publicó un decreto sobre los huérfanos de guerra, a saber, hijos de padres fusilados o desaparecidos (exiliados, olvidados en las cárceles, fugitivos y clandestinos), según el cual solo «personas irreprochables desde el punto de vista religioso, ético y nacional» podían obtener la tutela de esos niños. En diciembre de 1941, una ley permitió que los niños que no recordaran su nombre, hubieran sido repatriados o cuyos padres no pudieran ser localizados, fueran inscritos en el Registro Civil bajo un nuevo nombre, lo que facilitó que pudieran ser adoptados de forma irregular. Esta práctica se extendió a todo el periodo de la dictadura franquista.
En su Declaración de condena de la dictadura franquista del 17 de marzo de 2006 (Recomendación 1736, punto 72, 73, 74 y 75), el Consejo de Europa afirmó que los «niños perdidos» son víctimas del franquismo, dado que sus «apellidos fueron modificados para permitir su adopción por familias adictas al régimen». También afirmó que «el régimen franquista invocaba la 'protección de menores', pero la idea que aplicaba de esta protección no se distinguía de un régimen punitivo», y que «frecuentemente eran separados de las demás categorías de niños internados en las Instituciones del Estado y sometidos a malos tratos físicos y psicológicos».
El auto de instrucción realizado en 2014 por el Juzgado de Instrucción Penal n° 5 de la Audiencia Nacional española cifraba en 30 960 el número de niños de detenidos republicanos cuyas identidades fueron supuestamente cambiadas en el Registro Civil para que fueran entregados a familias que apoyaban al régimen franquista.
Campos de concentración
Desde el inicio de la Guerra Civil el bando sublevado se vio en la necesidad de recurrir a los campos de concentración ante la enorme cantidad de republicanos y militares leales que iban siendo capturados. Se aprovecharon los prisioneros como mano de obra esclava que, además, benefició a empresas y jerarcas cercanos a Franco. Además, la Iglesia católica, a través de un nutrido grupo de capellanes, se encargó de realizar una labor de recatolización forzosa y adoctrinamiento implacables, en completa sintonía con la dictadura naciente. El rapado de pelo al cero, la obligatoriedad de los actos religiosos y la repetición continua de himnos y consignas patrióticas (incluido el inevitable saludo fascista a la romana) completaban el proceso de deshumanización de los internados.
Paralelamente, se establecieron batallones de trabajo con la misma finalidad de explotación de los presos políticos. Muchas veces la diferencia de nomenclatura entre campos y batallones era arbitraria, a criterio del militar al mando, siendo similares el hacinamiento y la dureza regimental. Además, en ambos casos dependían de la Inspección General de los Campos de Concentración de Prisioneros (ICCP), sustituida en 1940 por la Jefatura de Campos de Concentración y Batallones Disciplinarios (JCCBD). Los últimos batallones de penados estuvieron operativos hasta 1948, pero el trabajo esclavo durante la dictadura franquista no desapareció, gracias a la figura de la redención de penas por el trabajo; el último destacamento penal compuesto por 140 presos políticos fue disuelto en 1970 tras trabajar para la constructora Banús en la edificación de la Colonia Mirasierra en Madrid, pero el sistema de redención de penas se mantuvo todavía para los condenados por delitos comunes, a través de los Talleres Penitenciarios, hasta bien entrada la democracia. Solo en el periodo 1939-1943, se ha estimado que esta subcontratación de presos-esclavos a empresas privadas supuso para estas unos beneficios de más de cien millones de pesetas.
La suma de campos de concentración y unidades de trabajos forzados creados por el bando sublevado se ha estimado en cerca de un millar de recintos a lo largo de toda la geografía española, a los que habría que sumar las innumerables prisiones (provisionales, habilitadas, locales, de partido, provinciales, centrales), depósitos de prisioneros, destacamentos penales y colonias penitenciarias militarizadas utilizados durante la contienda y, posteriormente, en la dictadura para recluir a prisioneros y disidentes.

### La represión administrativa: las depuraciones
Fue practicada con todos los funcionarios del Estado Republicano, tanto en las instituciones centrales, como en diputaciones y municipios, y fue llevada a cabo mediante un proceso de purga conocido con el nombre de depuración. Los funcionarios eran castigados con sanciones que iban hasta el encarcelamiento, el traslado forzoso, la suspensión de empleo y sueldo, la inhabilitación y la separación. Para la obtención de una plaza, se daba prioridad a los leales al Movimiento Nacional, y se exigía la presentación de "certificados de buena conducta" expedidos por el jefe local de FET y de las JONS —a través de los informes del Servicio de Información e Investigación— y el cura de la parroquia.
Miles de oficiales que habían servido a la República fueron expulsados del ejército.
Esta depuración fue general y sistemática, pues la dictadura de Franco invalidó todas las decisiones administrativas de las autoridades republicanas durante la guerra: Fueron declarados nulos sin excepción (BOE de 8 de mayo de 1939) los veredictos de juzgados y tribunales de lo civil, lo penal y lo contencioso-administrativo. También se invalidaron los cambios en el Registro de la Propiedad y todas las anotaciones de nacimientos, fallecimientos y matrimonios en el Registro Civil de la República en ese periodo (BOE de 13 de marzo de 1939), siendo obligatorio que los jueces franquistas los registraran de nuevo para tener validez legal. Se llegó al extremo de cambiar nombres de niños y niñas por orden de la nueva Administración franquista; por ejemplo, en julio de 1939 las autoridades locales de Chamberí cambiaron el nombre de pila de una niña, por motivos ideológicos, de Pasionaria a Juliana, este último considerado "más respetable".
En los casos de personas afectadas por las depuraciones políticas tanto en el ámbito laboral como en las administraciones públicas, estas se vieron privadas de su derecho a percibir una jubilación.
La depuración de los maestros y profesores
La represión administrativa practicada en el Sistema Educativo fue especialmente intensa, tanto en la enseñanza primaria y secundaria como en las universidades. Instituciones pioneras de educación superior y de investigación como la Residencia de Estudiantes de Madrid fueron desmanteladas por ser consideradas subversivas, y los contenidos educativos fueron revisados para ajustarse a los estrictos criterios políticos, religiosos y culturales del Régimen, en todos los niveles de la enseñanza. La cuarta parte de los maestros y profesores de España fueron expulsados de la enseñanza. Estos hechos se regularon en el Decreto 66 de 8 de noviembre de 1936 (aunque las depuraciones habían comenzado mucho antes por orden de las autoridades militares).
En su lugar se proponían implantar una educación reaccionaria, antiliberal, agresivamente nacionalista española y ultracatólica.
En las universidades, muchas cátedras quedaron desiertas al ser exiliados y perseguidos sus antiguos ocupantes; para otorgar esas cátedras bastaron, más que los méritos académicos, los méritos políticos. Esto se conoce como las "cátedras patrióticas" a la descapitalización del profesorado universitario se le ha denominado incluso como "el atroz desmoche". Por ejemplo, la mayoría de los discípulos del neurólogo y premio Nobel Santiago Ramón y Cajal tuvieron que exiliarse e investigar fuera, y los pocos que quedaron fueron postergados o tuvieron que dedicarse a sobrevivir. Esto supuso una larga rémora para el desarrollo de la ciencia en España.

### La represión económica: las incautaciones y la Ley de Responsabilidades Políticas
La represión económica fue practicada mediante multas (pago de cantidades fijas), incautaciones totales o parciales de bienes y embargos de cuentas bancarias, decididas por la Comisión Central de Bienes Incautados por el Estado y por comisiones provinciales de incautación. Se aplicó en virtud de un decreto aprobado el 10 de enero de 1937, en particular sus artículos 6 y 8 que sancionaban económicamente a "los responsables de daños o perjuicios causados a España". El 4 de mayo de 1937 se amplía esta potestad confiscatoria del bando sublevado, ampliándola incluso a quienes residieran aún en la zona republicana. En esa fecha se publica una orden de "intervención del crédito", que permitía al "nuevo Estado" franquista intervenir las deudas que los residentes en la zona sublevada mantuvieran con aquellos acreedores que permaneciesen en la zona leal: Si se consideraba que el acreedor había incurrido en «responsabilidades», entonces las autoridades rebeldes se apropiaban de esos créditos en concepto de "compensación".
El 9 de febrero de 1939, la Ley de Responsabilidades Políticas amplió ese decreto para «liquidar las culpas contraídas por quienes contribuyeron con actos u omisiones graves a forjar la subversión roja, a mantenerla viva durante más de dos años y a entorpecer el triunfo del Movimiento Nacional». El artículo 10 imponía sanciones económicas a todos los condenados por tribunales militares. Estas sanciones se aplicaban incluso tras el fallecimiento del condenado, a los mayores de catorce años de edad y a dementes o afectados por alguna enajenación mental. Las incautaciones se realizaban a particulares, partidos políticos, asociaciones o firmas comerciales. Solo en Galicia se estima que hasta 1945 el régimen franquista abrió expediente civil o político a 14 492 personas sospechosas de ser de izquierdas o de no tener un comportamiento «acorde con las nuevas circunstancias».
Esta ley se aplicaba no solo a los opositores al régimen sino también a los que habían servido civil y militarmente bajo la Segunda República. Vulneraba la irretroactividad penal, castigando ideas y actos anteriores al levantamiento franquista, y por lo tanto legales cuando se realizaron.
Aparte de las multas gobernativas y las incautaciones, la represión económica se ejercía también mediante las suscripciones patrióticas obligatorias. Empleadas primero en los años de guerra para sufragar las campañas bélicas de los nacionales, las suscripciones patrióticas se mantuvieron bajo el Régimen y tenían un fuerte impacto propagandístico. Eran todo menos voluntarias, ya que si alguien no contribuía según sus posibilidades económicas era multado, y se publicaban las multas en prensa con un propósito claramente intimidatorio.
El 13 de abril de 1945, el Ministerio de Justicia publicó un decreto que declaró extinguidos los procedimientos de Responsabilidades Civiles y Políticas y los tribunales creados para su aplicación, al considerar cumplida su misión. Creó la Comisión Liquidadora de Responsabilidades Políticas para resolver los casos pendientes y los recursos presentados contra las sentencias sancionadoras. Buena parte de los recursos fueron sobreseídos o indultados, y los bienes y el dinero incautados fueron devueltos en las décadas posteriores, por un importe equivalente al que tenían en las fechas de incautación, lo que representaba una fuerte devalorización.
La restitución del patrimonio histórico y acumulado de los sindicatos de trabajadores, asociaciones empresariales y sociedades vinculadas a ellos, no se planteó hasta el inicio de la Transición, cuando un Real Decreto Ley de 1976 repartió entre los sindicatos mayoritarios los bienes acumulados por el sindicato vertical, recientemente abolido. La devolución del patrimonio histórico de las organizaciones sindicales no fue contemplada de hecho hasta la aprobación en 1986 de la Ley de Cesión de Bienes del Patrimonio Sindical Acumulado.
La represión laboral
Fue llevada a cabo en todos los ámbitos productivos, con despidos de puesto de trabajo, inhabilitaciones laborales y profesionales. Las organizaciones patronales realizaban listas de "rojos" o "sindicalistas" para evitar que entrasen a las empresas. En el caso de miembros de profesiones liberales, fue llevada a cabo por los propios colegios profesionales, después de su correspondiente depuración.

### La represión religiosa
La religión católica fue instaurada como religión oficial del Estado, y su doctrina declarada fuente de inspiración de la legislación. Las demás religiones quedaron limitadas al ámbito privado y se prohibieron sus manifestaciones públicas. No obstante, en 1967 fue reformada la ley para incluir en su articulado la libertad religiosa, prohibiendo las manifestaciones externas de toda religión que no fuese católica, y reafirmando la protección oficial que el Estado brinda a esta última. Los lazos privilegiados entre el Estado y la Iglesia católica llevaron a que se hablase de nacional catolicismo.
En consonancia con esta situación, ya el 5 de abril de 1939 el gobernador civil de Madrid llegó al punto de ilegalizar la blasfemia, advirtiendo de que los padres serían considerados responsables de las expresiones blasfemas que manifestasen sus hijos. Solo siete días después se impuso la primera multa, por decir palabrotas en la vía pública, de 500 pesetas (una cantidad entonces considerable).

### La represión cultural
La censura fue aplicada a temas no relacionados directamente con la política: literatura, poesía, canciones, artes plásticas, cine y teatro. Se impuso un modelo cultural definido según los criterios establecidos por el Estado. La censura que aplicaba el régimen afectó a todas las actividades intelectuales y a los medios de comunicación, y llegó a incluir la manipulación fotográfica.
El cine y el teatro serían víctimas de una doble censura civil y eclesiástica, siendo prohibidas obras de determinados autores. Los libros publicados con posterioridad al 18 de julio de 1936 debían contar con una autorización específica para su venta que el propio comprador podía exigir. Tras la caída de Madrid, a finales de marzo de 1939, las librerías de esa ciudad permanecieron cerradas durante al menos siete semanas hasta que el Servicio Nacional de Propaganda terminó su labor de depuración de libros rojos.
Antes de ser representadas, las obras de teatro tenían que pasar el filtro de la Junta de Censura de Obras Teatrales que, en muchas ocasiones, imponía la eliminación de frases, la desvirtuación de diálogos y situaciones dramáticas, e incluso su prohibición total. El naciente teatro realista, al igual que la novela y el cine realista, fue prohibido por ser considerado próximo al marxismo, y se censuraban las obras que representaban aspectos de la realidad española que el régimen se esforzaba en ocultar. Si las obras tempranas de Antonio Buero Vallejo, primeras muestras del realismo social en el teatro de la posguerra española, escaparon a la censura, dos obras suyas fueron prohibidas más adelante. En la década de 1940, se prohibieron varias obras de Jardiel Poncela (aunque hubiese apoyado el levantamiento franquista), Juan José Alonso Millán, Alfonso Paso, Alfonso Sastre, Lauro Olmo, José María Rodríguez Méndez y Francisco Nieva, y se redujo a buena parte de los dramaturgos españoles al ámbito del teatro de cámara. Se recuperó la libertad de expresión en los escenarios el 4 de marzo de 1978, durante la Transición democrática, cuando entró en vigor el Real Decreto 262/1978 sobre libertad de representación de espectáculos teatrales.
En la novela el régimen no pudo evitar que algunos escritores reflejaran las míseras condiciones de vida de aquellos años cuarenta. Un pintor, el palentino Ambrosio Ortega, Brosio, fue la persona que más años permaneció en las cárceles franquistas. Estuvo preso desde 1947 hasta 1970 por su colaboración con el maquis.
En cuanto a la música, la dictadura consideró la música popular española, así como la sacra y litúrgica, como instrumentos esenciales para canalizar el sentimiento de la población en un sentido «nacional». En consecuencia, finalizada la guerra fueron prohibidos el jazz y otros estilos musicales de origen extranjero, mientras que se fomentaron la zarzuela y la copla, entre otros géneros autóctonos.

### La represión gitana
La cultura gitana y el flamenco también sufrieron la represión. Se prohibió su lengua gitana, el idioma caló y se censuró la obra de artistas gitanos como Manuel Vallejo o Helios Gómez, que estuvo encarcelado en la cárcel Modelo de Barcelona entre 1948 y 1954, a pesar de que existía una orden de liberación desde 1950.Murieron, probablemente, fusilados durante la guerra los cantaores de flamenco El Carbonerillo, Corruco de Algeciras o Pedro Martín Alonso, conocido como Chato de las Ventas, cuya muerte se debió, según Álvarez Rodríguez, a su "condición de artista independiente y burlón, a las letras de sus canciones, que no dejaban títere con cabeza y a su participación en proyectos avanzados para su época".
Las mujeres gitanas durante el franquismo fueron objeto de una doble represión, tanto por su condición de género como por su pertenencia étnica. La dictadura franquista no solo persiguió sus costumbres y formas de vida, sino que también aplicó medidas punitivas que las segregaban por motivos raciales y culturales. El régimen adoptó una actitud particularmente represiva hacia la comunidad gitana en general, y las mujeres, en particular, sufrieron las consecuencias más intensas debido a las expectativas de género impuestas por la sociedad franquista. Las restricciones no solo se limitaban a la represión judicial, sino que se extendían al control de aspectos esenciales de la vida cotidiana, como la vestimenta, la lengua, y las tradiciones. Las políticas del régimen se caracterizaron por imponer un ideal de uniformidad cultural y social que chocaba frontalmente con las costumbres gitanas, especialmente en lo que respecta a su estilo de vida nómada o seminómada, que no encajaba en la concepción de "orden" y "control" que el Estado buscaba imponer sobre toda la población.
En muchos casos, la represión se manifestaba a través de la acción directa de las autoridades locales o la Guardia Civil, quienes podían actuar solo con la denuncia de algún vecino o una autoridad favorable al régimen. Estas denuncias solían ser suficientes para que las mujeres gitanas fueran arrestadas y sometidas a maltrato físico o detención sin un juicio adecuado, bajo el pretexto de que representaban una "amenaza" para el orden público o se las acusaba de delitos menores. La presencia de gitanos en determinadas localidades generaba una vigilancia constante y el estigma asociado a su etnia hacía que fueran culpabilizadas automáticamente por cualquier hecho delictivo o conflicto que ocurriera en su entorno. El régimen franquista implementó políticas explícitas para suprimir el modo de vida gitano, que incluían la prohibición de la venta ambulante, una actividad de la que muchas familias gitanas dependían para su subsistencia. Esta prohibición fue una medida que no solo buscaba ejercer un control económico, sino también minar las bases culturales de la comunidad gitana, que tradicionalmente ha encontrado en el comercio ambulante una forma de vida autónoma. Además, se instauraron prácticas de segregación racial, que impedían la entrada de los gitanos a ciertas localidades o los relegaban a zonas periféricas, en un esfuerzo por mantenerlos fuera de la vista y el contacto con el resto de la población.
La vigilancia y el acoso continuo por parte de la Guardia Civil se sumaban a las restricciones económicas y sociales, convirtiendo la vida de las mujeres gitanas en una lucha constante por la supervivencia. El acoso iba más allá de la discriminación racial, ya que también se les imponían expectativas de género basadas en el ideal de mujer española promovido por el régimen, que celebraba la domesticidad y la sumisión femenina. El rechazo de las mujeres gitanas a adaptarse a este modelo reforzaba su condición de "doble amenaza" para el régimen: como mujeres que no seguían las normas tradicionales y como gitanas que desafiaban las políticas de asimilación cultural. Este proceso de represión y estigmatización no solo buscaba controlar a las mujeres gitanas en el presente, sino también desarraigar y extinguir su identidad cultural para las generaciones futuras. Las barreras institucionales y el racismo estructural instaurado durante el franquismo contribuyeron a una marginación profunda que se extendió mucho más allá del fin de la dictadura, con efectos duraderos en la posición social de la comunidad gitana en la España contemporánea.
La etnia gitana se incorporó para mayor humillación a Ley de vagos y maleantes. "En su gran mayoría los acusados no se integraban en la vida laboral y mantenían trabajos como el de tratante de animales, trabajos con el hierro y, sobre todo, se dedicaban a exhibir su arte en los lugares donde llegaban en grupos más o menos grandes", lo que incomodaba a las autoridades que querían tener controlados todos los movimientos de los ciudadanos.
El declive del caló durante el franquismo no fue solo un fenómeno lingüístico, sino también un reflejo de la marginación general de la comunidad gitana en la sociedad española. La legislación antigitana, las políticas de reubicación forzosa y el control policial frecuente de los gitanos fueron instrumentos para mantener a la comunidad bajo vigilancia y reforzar su exclusión social. Solo con la llegada de la democracia en la década de 1970 y la promulgación de la Constitución de 1978, que reconoce la diversidad cultural y lingüística de España, comenzó un proceso de recuperación cultural que ha permitido revitalizar algunas manifestaciones del caló, aunque sigue siendo una lengua en peligro de extinción. 

### La represión lingüística
Implicaba la minorización de las lenguas de España diferentes del  castellano, única lengua reconocida oficialmente. En los primeros años de posguerra se persiguió sistemáticamente la lengua y la cultura catalanas, vascas y gallegas, sobre todo en la administración, en los medios de comunicación, en la escuela, en la universidad, en la señalización pública y en general en toda manifestación fuera del ámbito privado.
Catalán
En Cataluña, en contra de algunas posiciones más moderadas, se impuso la línea dura que pretendía la «españolización eficaz de Cataluña»: se suprimieron las entidades catalanistas ―se llegó a ejecutar a personas solo por haber colaborado con publicaciones catalanistas, como Carles Rahola Llorens y Domènec Latorre―, se prohibió el uso público del catalán ―«Habla el idioma del Imperio», se decía, una consigna que se había utilizado por primera vez en Mallorca― y se persiguió cualquier manifestación pública de la cultura catalana ―el catalán fue permitido en el ámbito privado: «vuestro lenguaje, en el uso privado y familiar, no será perseguido», se dijo en un bando nada más «liberar» Barcelona a finales de enero de 1939―. Así lo justificaba Ramón Serrano Suñer: «Hemos hecho la guerra para la unificación de España». Además se retiraron de la vía pública todos los monumentos «catalanistas» y se procedió a la castellanización de la toponimia y de los nombres de los establecimientos comerciales y de las empresas. Solo bien entrada la década de 1940 se permitió algún acto cultural en relación con el ámbito religioso como el homenaje que se realizó en 1945 a Mossèn Cinto Verdaguer.
Durante la posguerra en Valencia también se reprimió el uso de la lengua propia como recordaba un obrero del barrio de la Malvarrosa: «...termino de trabajar, voy al tranvía, empezamos a hablar en valenciano... porque uno que creía que iba a bajar, "déjeme paso" y cuando llega a mí me arrea una hostia que me dejó sordo y me dijo: "hable español que no estamos en Rusia"... No lloré por vergüenza... Si me dicen en aquél entonces: "¿qué quieres? ¿1000 pesetas o pegarle una hostia a éste?", digo "pegarle", porque todo el mundo se quedó pasmado... En aquel entonces pues te limitaba porque estabas acobardado...».
Gallego
Los años de régimen franquista supusieron un claro retroceso para el desarrollo de la conciencia lingüística que los galleguistas habían conseguido a principios del siglo XX, y por ello se suele denominar este periodo represivo como la «longa noite de pedra». El trabajo de recuperación lingüística que se había iniciado antes del levantamiento militar se perpetuó en el exilio (Argentina, Brasil, Venezuela, México, Cuba), convirtiéndose Argentina en el principal centro de resistencia del galleguismo cultural y político. La década de 1940 estuvo caracterizada por un total silenciamiento y represión de los usos públicos del idioma, pero la tímida apertura del régimen a partir de 1950 permitió un leve renacimiento, debido en gran medida al trabajo de la editorial Galaxia, y en la década de 1960 con la creación de asociaciones como O Galo y O Facho. En la década de los 70, el gallego llegó a tener cierta presencia en la enseñanza y en los medios de comunicación.
Tras la Guerra Civil, la Real Academia Gallega entró en un estado de semiclandestinidad y casi desapareció definitivamente. Los galleguistas republicanos fueron sometidos al silencio, al exilio o a la muerte, y el régimen sólo toleró una continuidad simbólica de la Academia. Esta no volvió a constituirse formalmente hasta el año 1943, y veinte años más tarde, bajo el impulso de intelectuales procedentes del llamado «Grupo Galicia», consiguió que el 17 de mayo se institucionalizara como Día de las Letras Gallegas en 1963.
Euskera
Desde el estallido de la guerra y a partir del decreto que en 1937 declaraba provincias traidoras a Vizcaya y Guipúzcoa, la represión del euskera comenzó con la supresión de cualquier tipo de oficialidad preexistente privándolo de la oficialidad que le reconocía el Estatuto de 1936. El régimen franquista llevó a cabo una política lingüística que trataba de imponer el castellano. Se prohibieron los nombres vascos de persona al considerar que «denotan indiscutible significación separatista». La mayoría de las instituciones creadas por los euskeristas desaparecieron y a todas se les negó la protección legal y/o económica necesarias para su subsistencia. La Sociedad de Estudios Vascos desapareció y sus trabajos a favor del idioma se interrumpieron. Pasaron unos diez o quince años hasta que la Academia de la Lengua Vasca pudiera comenzar otra vez con sus trabajos, y no pudo publicar su revista hasta los años 1954-1956.
Como en el resto del Estado, la victoria armada del franquismo trastocó la situación de los medios informativos del País Vasco: desaparecieron 14 diarios, y subsistieron 10. Hasta 1962 no se admitió ningún artículo en euskera.
Las ikastolas que se habían ido abriendo a partir de 1922, —y antes de ellas las escuelas de barrio en euskera desde principios del siglo XX— fueron cerradas y todo lo que tuviera que ver con el euskera fue perseguido por el régimen. Hubo que esperar hasta 1957 para que se abriera de nuevo la primera ikastola en Bilbao (la segunda abrió en 1961) y que le siguieran otras en otras ciudades a partir de 1963. Tan pronto como el año 1941, funcionaba con normalidad la Academia de la lengua vasca, dedicada a normalizar dicho idioma. Ya en 1948 se editaba la revista Egan, en euskera.
Caló
Durante la guerra, el caló, la lengua tradicionalmente hablada por la comunidad gitana en España, se vio sometido a un proceso de represión y marginalización. Esta lengua, que tiene sus raíces en el romaní con una importante influencia del castellano, ya había experimentado un declive en su uso desde el siglo XIX, pero la guerra y la posterior dictadura agudizaron su situación. El régimen franquista impuso una política de uniformidad cultural y lingüística que excluía las lenguas minoritarias del ámbito público, con el objetivo de consolidar el castellano como única lengua oficial del Estado. Las demás lenguas fueron excluidas de la administración, la educación y los medios de comunicación, y se consideraban ilegítimas en el ámbito público. Para los gitanos, esta represión no solo se limitó al ámbito lingüístico; sus costumbres y modos de vida también fueron objeto de persecución y estigmatización.
Durante la posguerra, el uso del caló quedó relegado casi exclusivamente a ámbitos privados, como el hogar o la comunidad gitana misma, y fue asociado con prácticas consideradas "subversivas" o fuera del control del Estado. La represión contribuyó a que el caló se fragmentara aún más y perdiera hablantes, ya que muchas familias gitanas optaron por no transmitir la lengua a las nuevas generaciones para evitar la discriminación. Al mismo tiempo, la asimilación forzada promovida por el régimen contribuyó a la percepción del caló como una jerga marginal en lugar de una lengua legítima. 

## El papel de la represión en la pervivencia de la dictadura
Se han realizado diversos «estudios de campo» para averiguar el grado de aceptación que tenía entre la población el régimen franquista, basados fundamentalmente en entrevistas a personas que vivieron en ese tiempo, y especialmente referidos al primer franquismo. Uno de los estudios pioneros fue el trabajo colectivo coordinado por Ismael Saz y Alberto Gómez Roda, El franquismo en Valencia. Formas de vida y actitudes sociales en la posguerra, publicado en 1999 y que se refería a la provincia de Valencia.
Estos estudios han puesto de manifiesto lo que ya había sido señalado para el fascismo italiano por Renzo de Felice, generando con ello una gran controversia: que las dictaduras del siglo XX no se habían mantenido solo gracias a la represión, aun cuando esta fuera fundamental y decisiva, sino también a que habían logrado el apoyo y el consentimiento, más o menos activo, de un sector importante de la población. Lo que parecía distinguir al franquismo del «fascismo clásico» es que este último había buscado el «consenso activo» de los ciudadanos, y en gran medida lo habría conseguido, mientras que aquel se habría basado en el «consenso pasivo» (en la aceptación del régimen en cuanto que ofrecía orden, paz, trabajo, mejora individual, no por la adhesión entusiasta a sus principios y a sus propuestas). «El régimen hizo poco por ganarse la colaboración activa y entusiasta de la población, o, dicho de otro modo, renunció muy pronto a articular los mecanismos propios de un “consenso activo”. […] Pero eso no quiere decir en absoluto que el régimen renunciase a ganarse la simpatía o la adhesión, por pasiva que fuera, de la mayoría de los ciudadanos y, de modo muy significativo, de los trabajadores. Lo intentó, en efecto, a través de una política de paternalismo social que se vio perfectamente complementada con el propio paternalismo empresarial. […] Economatos, acceso a viviendas baratas, avances de la Seguridad Social o buenas condiciones de jubilación, constituyen los puntos de referencia casi inexcusable al respecto». Pero el franquismo siguió siendo visto como el régimen de «ellos», de los vencedores, porque «no hizo ningún esfuerzo orientado a conseguir que los trabajadores lo reconocieran como un régimen propio… No intentó sustituir, desplazar, la conciencia de clase por una conciencia nacional que integrara, a través del discurso revolucionario alternativo y las ofertas simbólicas, el orgullo de clase en el de la nación. Esa era una batalla a la que renunció y por la que no sintió el mínimo interés. De ahí, en parte al menos, la supervivencia de una nítida conciencia de clase entre los trabajadores. Hibernada y lastrada, si se quiere, pero conciencia al fin».
Para lograr el «consenso pasivo» la represión habría desempeñado un papel decisivo. En las dictaduras fascistas «la represión se concebía como una fase provisional, transitoria, que debía dejar paso a un segundo momento en el que la combinación entre los mecanismos policíacos de control y los de integración la hicieran menos necesaria», mientras que el franquismo nunca concibió la represión como un «expediente transitorio» porque su objetivo, a diferencia de los fascismos, no era crear una «comunidad nacional armónica y entusiasta proyectada hacia el futuro. No se abría por tanto la posibilidad de integrar a los vencidos en un nuevo proyecto comunitario o integrador. Si a los antiguos dirigentes y responsables políticos de la España republicana les esperaba el paredón, la cárcel o el exilio, a los combatientes, militantes de base y simples simpatizantes, se les ofrecía en el peor de los casos la misma suerte y, en el mejor, el arrepentimiento, la resignación y el silencio. […] De este modo… la represión [se convirtió en] un elemento estructural de la dictadura…. La violencia represiva había de ser ejemplarizante y aleccionadora. El terror debía quedar inoculado hasta acarrear efectos paralizantes para el presente y para el futuro. El silencio, el olvido de su propio pasado y el alejamiento, incluso mínimo, de toda preocupación política por parte de las masas de los vencidos, era el objetivo último de esta política represiva estructural». Así pues, «la terrorífica represión franquista… hubo de tener efectos decisivos sobre las actitudes de la población. De modo que, bien sea a título de hipótesis, podría afirmarse que el binomio represión/consenso se decantó hacia el primero de los términos de forma más acusada en España que en Italia o Alemania. Naturalmente, esto no quiere decir, en absoluto, que la dictadura española no se beneficiase de un amplio consenso…».

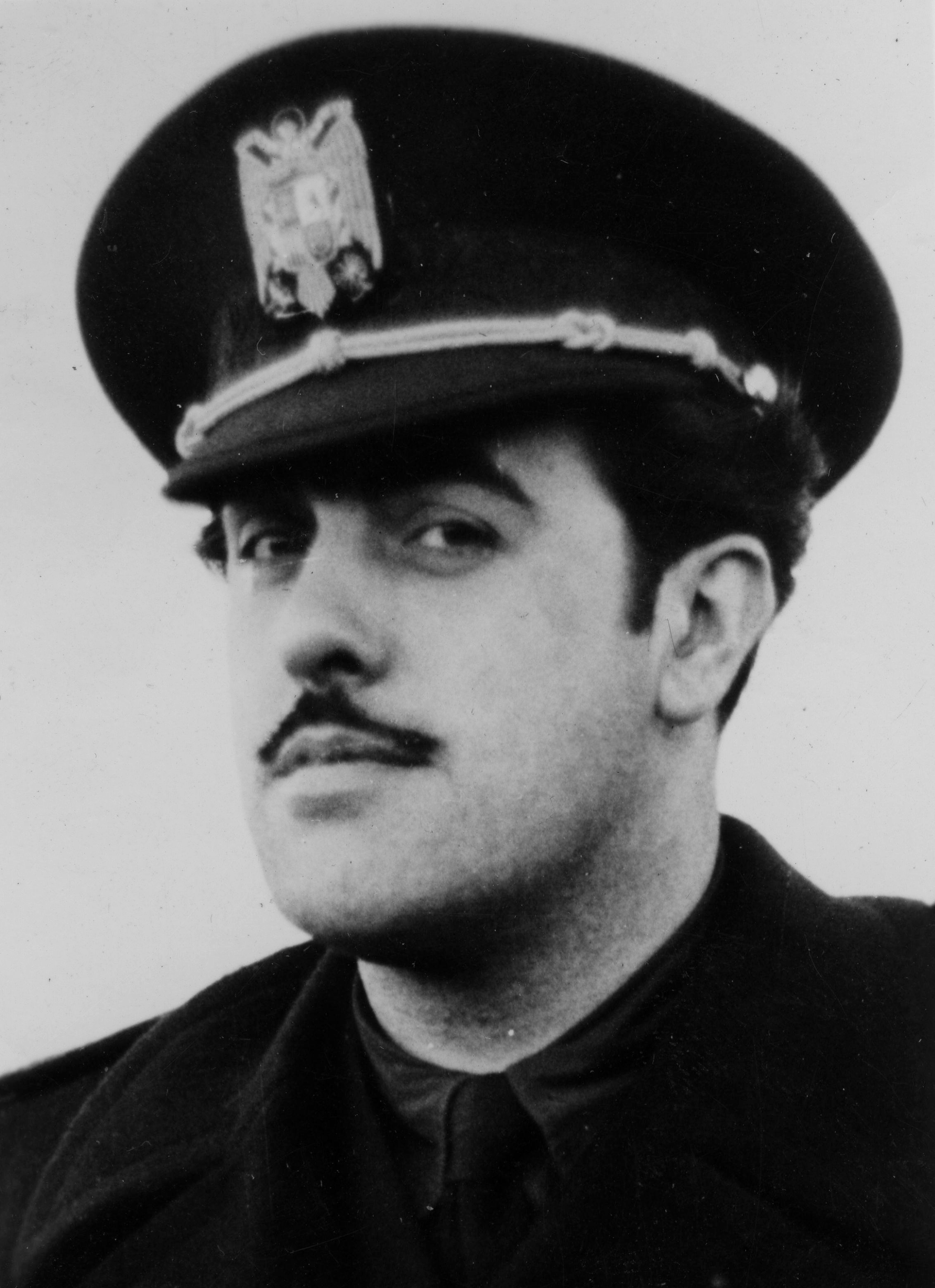
José Antonio Girón, ministro de Trabajo entre 1941 y 1957, intentó conseguir el «consenso pasivo» de los trabajadores por medio de una política paternalista.

En las conclusiones del estudio de la provincia de Valencia se constataba la diferencia entre vencedores y vencidos en la guerra civil porque mientras que estos últimos tendían «a mostrar una hostilidad más o menos abierta hacia el nuevo régimen» los vencedores tendían a identificarse con él, en lo que desempeñaba un papel esencial la ‘’memoria dividida’’ sobre lo acontecido durante la guerra civil. Los vencidos recordaban «intensamente el terror y la represión franquista, pero tendían a “olvidar” la violencia en zona republicana», mientras que los vencedores la tenían muy presente y apenas aludían a la represión en la «zona nacional».  Pero la posición predominante era la de «ambigüedad» frente al régimen franquista. «No suponía necesariamente ninguna aceptación del mismo y podía expresar una actitud de aislamiento y no colaboración con la política oficial. Pero excluía también la idea de la oposición o resistencia activa». Era una «normalidad sin política» producto de «la necesidad de reencontrar una sensación de orden tras la Guerra Civil, el miedo a la represión y la simple lucha por la supervivencia física», que implicaba también «la idea del olvido del enfrentamiento, del “nunca más”, y una voluntad de reconciliación». En el estudio también se constata el predominio de la fidelidad al régimen entre los sectores acomodados y el de  la hostilidad «pasiva» entre las clases populares («pasividad» producto de la represión, de la necesidad de sobrevivir y del paternalismo social y empresarial que el régimen desplegó, especialmente durante el largo periodo en que José Antonio Girón estuvo al frente del Ministerio de Trabajo (1941-1957): economatos, acceso a viviendas baratas, avances en la Seguridad Social o buenas condiciones de jubilación). En un informe confidencial de la Jefatura Provincial de Valencia de octubre de 1941 se decía lo siguiente:

Continúa todo igual, más agudizado si cabe, que meses atrás. El ambiente general de la población es abiertamente hostil; se odia sin disimulo alguno a todo lo que signifique o provenga del nuevo Estado.

Según los autores del «estudio de campo» sobre Valencia fue a finales de los años cuarenta y principios de los cincuenta cuando «el régimen consiguió alcanzar un consentimiento mayoritario» (como dijo un obrero del Puerto de Sagunto, fue entonces cuando la gente empezó a «tragar» a Franco). Atrás quedaban los «años del terror, la humillación, el hambre y la miseria». Hacia 1950, «la represión se aminoró, la pobreza sustituyó a la miseria, se estableció una “normalidad sin política” y la oposición atravesó su mayor crisis» tras el fracaso de la guerrilla antifranquista. Sin embargo, la actitud de las clases populares hacia el régimen siguió marcada por una «radical ambigüedad». «Muchos trabajadores aprecian la “política social” del régimen pero al mismo tiempo lo siguen considerando ajeno y hostil. […] Entre los polos de la adhesión inquebrantable y de la oposición militante, cabría situar, a un lado, una amplia zona de consentimiento y de aceptación pasiva, con diversos grados de identificación, convencimiento y resignación del “mal menor”; y al otro, una zona no menos amplia de disentimiento pasivo, con diversos grados también de resignación al “mal inevitable”, rechazo y propensión a la protesta. Pero no se trataría en ningún caso de zonas o compartimentos estancos».